# Biserica de lemn din Olteanca-Sânculești

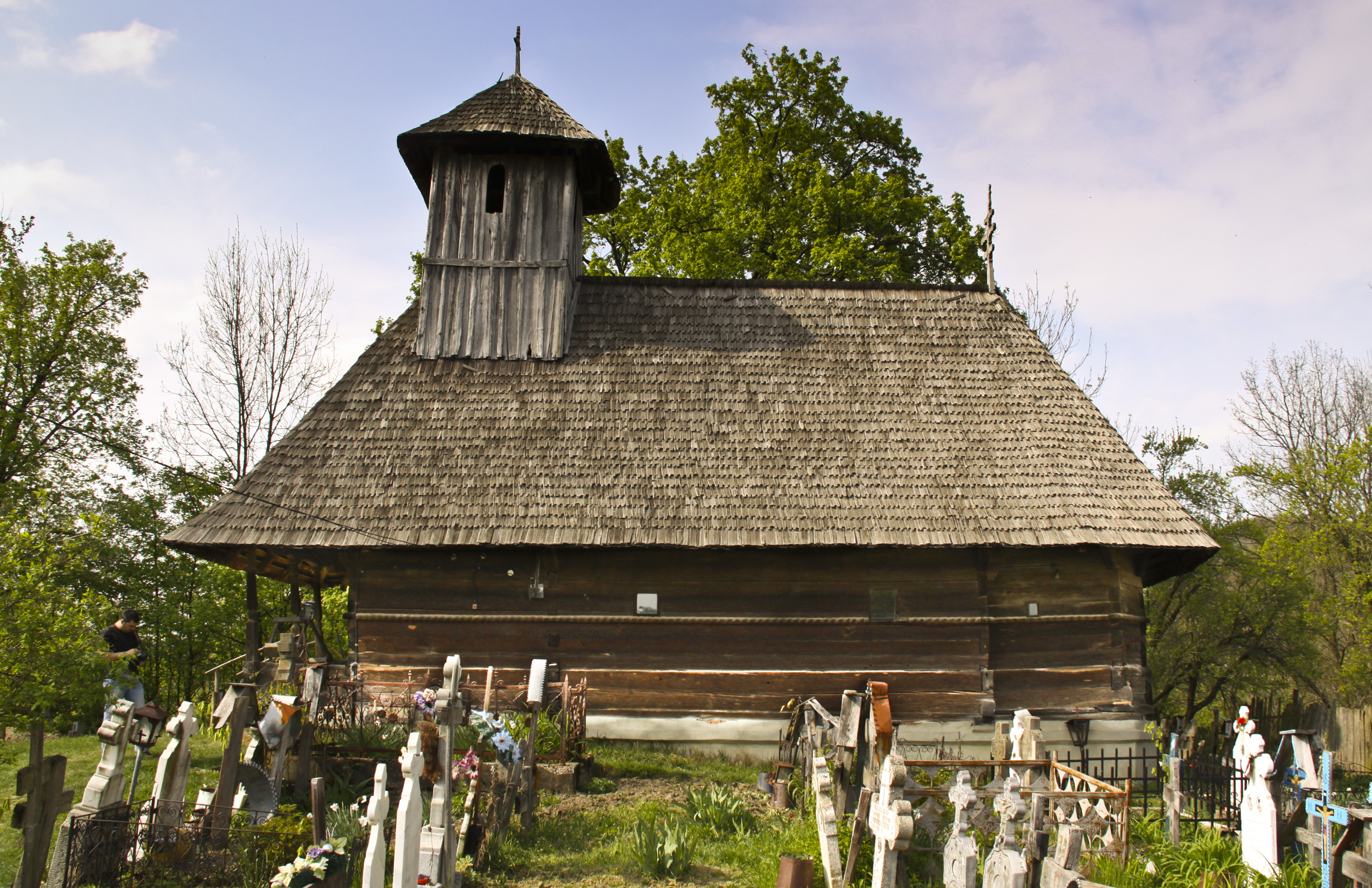
Biserica de lemn din Olteanca-Sânculești, vedere dinspre sud-est, foto: 2010

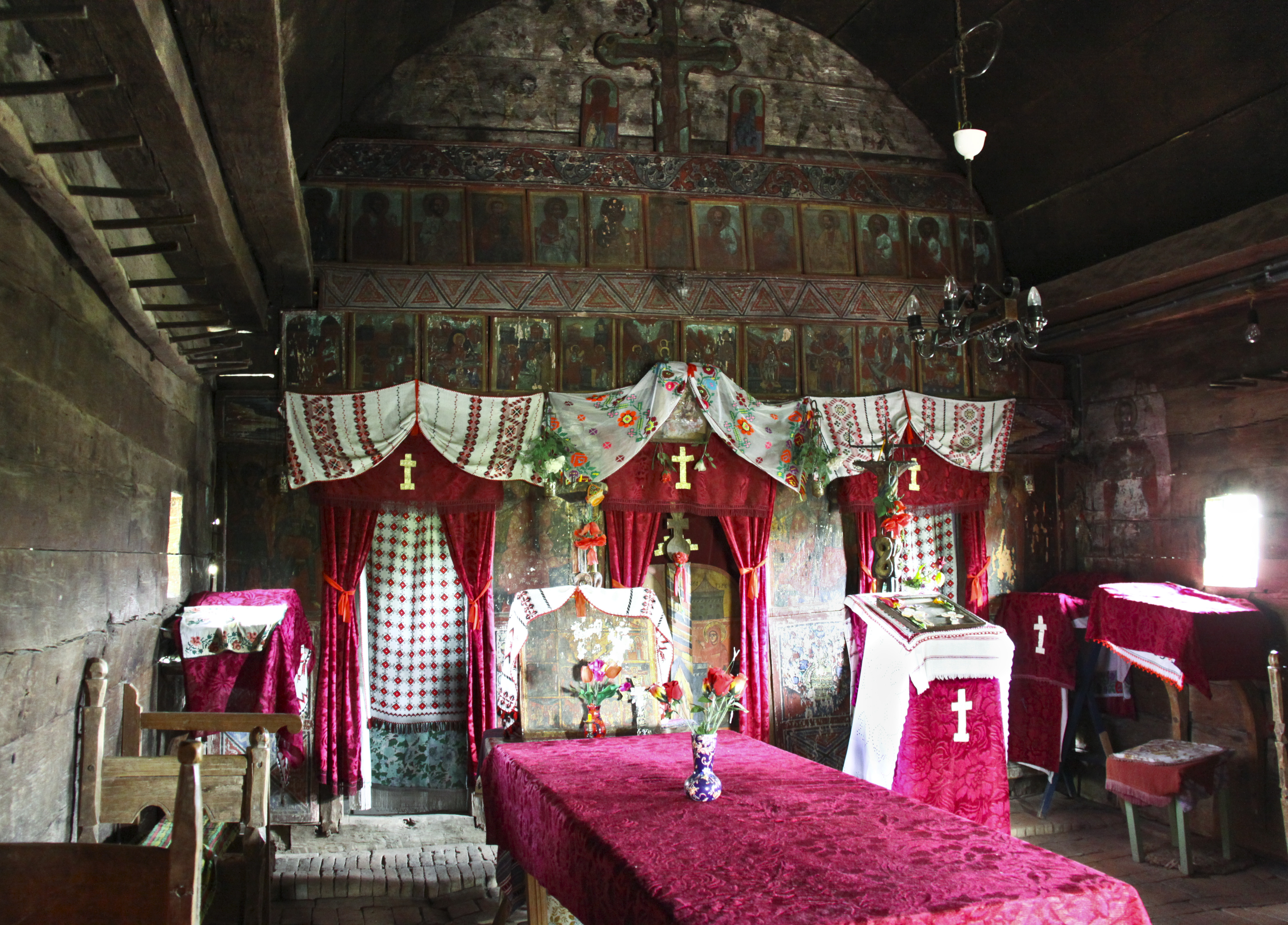
Interiorul naosului, iconostasul, foto: 2010

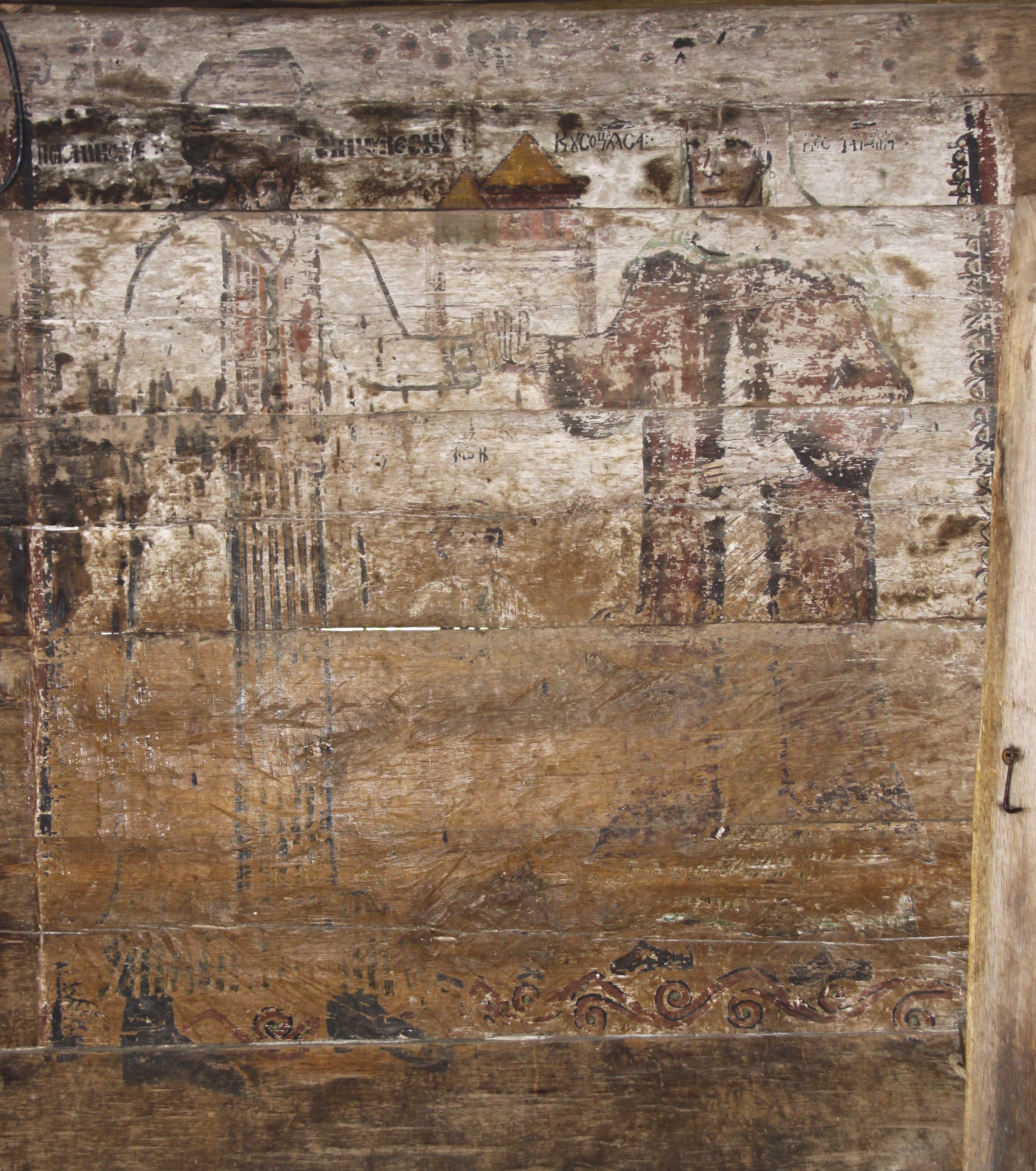
Ctitorii bisericii „Popa Nicolae Sinculescu cu soția sa Costandina [cu fiul său] Ion” oferă macheta bisericii cu clopotniță separată și cimitirul din jurul lor. Tinda, peretele de sud, foto: 2010

Biserica de lemn din Olteanca-Sânculești se află în cătunul Sânculești din localitatea Olteanca, comuna Glăvile, județul Vâlcea. Are hramul „Cuvioasa Paraschiva” și a fost construită în anii 1781-1782. Se remarcă prin structura bine păstrată, prin sculptura frumoasă de la intrare și funia mediană. Pictura icoanelor de pe iconostas, pictura parietală din altar și tabloul ctitorilor din tindă se disting prin calitate și colorit. Biserica este înconjurată și integrată într-un ansamblu valoros de cimitirul vechi. Biserica este înscrisă pe noua listă a monumentelor istorice, LMI 2004: cod LMI VL-II-m-B-09852. 
În sat se păstrează încă două biserici de lemn, în cătunele Chituci și Marinești. Cea dintâi este foarte asemănătoare celei din Sânculești, dezvăluind participarea acelorași meșteri dulgheri, cruceri și zugravi sau surse de inspirație comune în anumite momente ale existenței lor. Prezența acestor trei bisericuțe de lemn în mijlocul vechilor cimitire oglindește structura geografică și socială de odinioară a așezării, ilustrând exemplar descrierile de epocă ale așezărilor din zona deluroasă a Olteniei.

## Istoric
O veche pisanie, transmisă de cercetătorul Ioan Popescu-Cilieni, reținea următoarele date și fapte: „Această sfântă și dumnezeiască biserică, ce să prăznuiește hramul Cuvio[a]sei Paraschivei s-au făcut la l[ea]t 7290, de Tudosiie i de Pârvul Sânculescu și alți [e]noriași ...”. Anul erei bizantine 7290 se traduce prin anii 1781-1782 ai erei noastre.
Pisania modernă, pictată pe fruntarul de deasupra intrării în pridvor, are următorul text: „Această sfântă biserică cu hramul Cuvioasa Paraschiva sau ridicat din temelie de locuitorii acestui sat și s-a sfințit la anul 1785 de la Cristos. Suferind stricăciuni din cauza timpului, s-a reparat complet la anul 1864, când s-a sfințit a doua oară. Suferind iarăși stricăciuni din cauza vechimei și fiind închisă de pe la anul 1910, s-a reparat de enoriașii acestei comune și cei din împrejurimi. S-a redeschis pentru slujbă la 4 februarie 1934 de la Cristos.”. Pisania nouă surprinde, în afară de momentul de început, puțin diferit, două renovări semnificative, la 1864 și 1934.
Bârnele din pereții bisericii sunt numerotate, indicând o mutare a bisericii în locul actual. Sugestiv în acest sens este tabloul ctitorilor din tindă, unde donatorii oferă atât macheta bisericii, a unei clopotnițe sau a unei șatre de pomeni separate, cât și un dreptunghi sub ele, care semnifică terenul cimitirului. Momentul relocalizării bisericii nu este datat dar se poate presupune anul 1864, de când datează foarte probabil și pictura murală interioară.
O însemnare lângă o fereastră din naos surprinde momentul electrificării lăcașului: „Această lumină s-au băgat cu ajutorul lui Dumnezeu și a lui Popa Nicolae cu soția lui Maria, cu fii și nepoții. Au mai Contribuit Toșu Andrei cu soția sa Parghița cu copii și nepoți și Niță Nicolae cu soția lui Vica Elisa cu copii și nepoți, Lazăr Ilie cu soția lui Elena, copii și nepoți, și Toșu cu familia Constantin în anul 1997”.

## Trăsături
Structura originală a bisericii se păstrează în bune condiții. Stă pe o fundație de cărămidă, și este acoperită cu un acoperiș unic de șiță. Butea este ridicată din bârne fățuite din bardă, încheiate cu cheotori netede, bisericești, în coadă de rândunică. Turnul este ridicat scurt peste tindă, foarte probabil într-o etapă ulterioară. Planul construcției se desfășoară de la vest la est și este împărțit între pridvor, tindă, naos și altar. Printr-un portal original, cu funii groase scoase în relief, se trece spre tinda femeilor. De aici, se trece prin încă un portal în naos sau biserica bărbaților. Aceasta este cea mai încăpătoare dintre încăperi, acoperită cu o boltă de lemn. Trecerea spre altarul îngust, terminat în cinci laturi, se face prin trei uși. Și altarul este acoperit de o boltă propie. Altarul a fost în întregime pictat, odată cu tabloul ctitorilor din tindă, probabil în 1864. Se pot găsi asemănări cu pictura interioară din biserica de lemn din cătunul vecin Chituci.

## Imagini exterioare

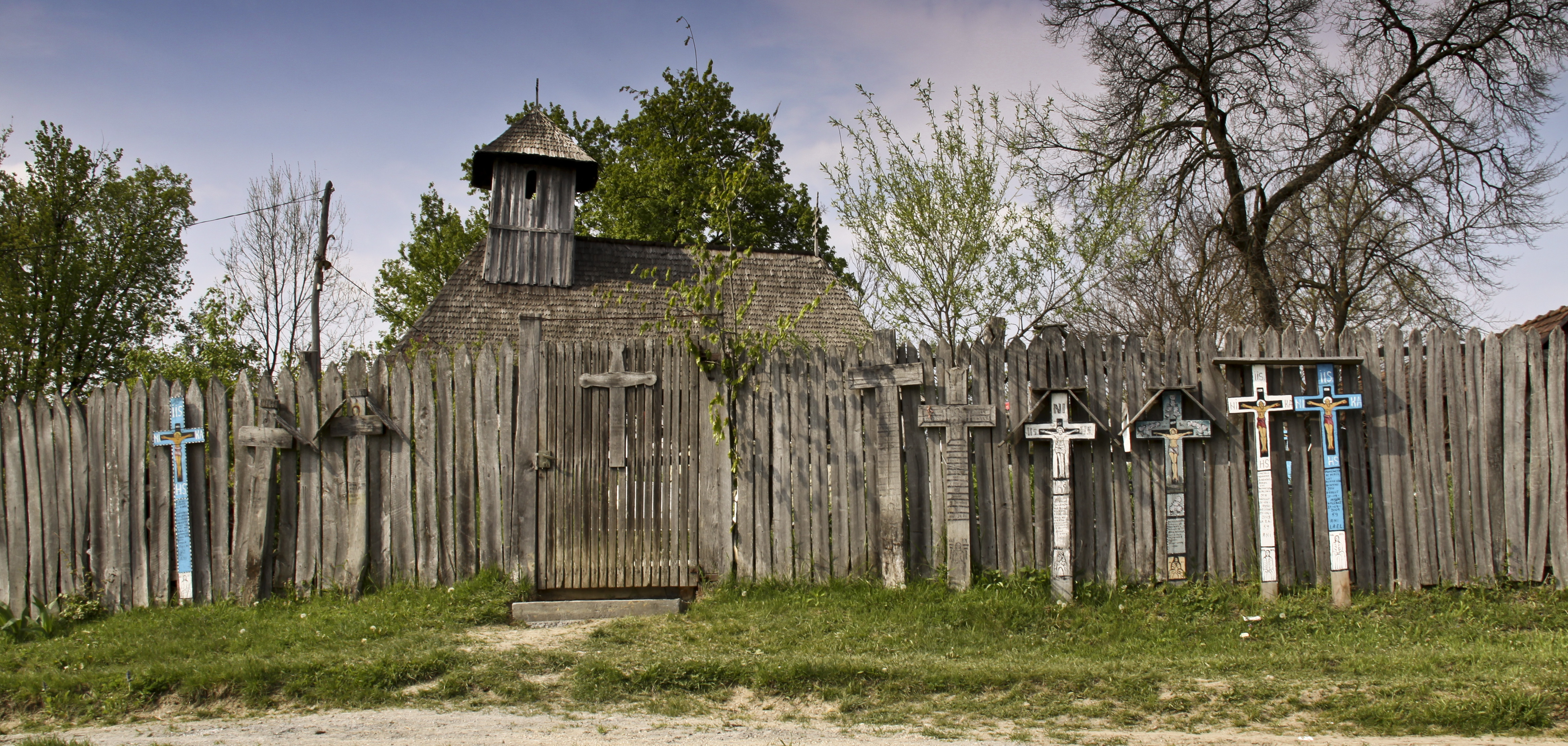
la poartă
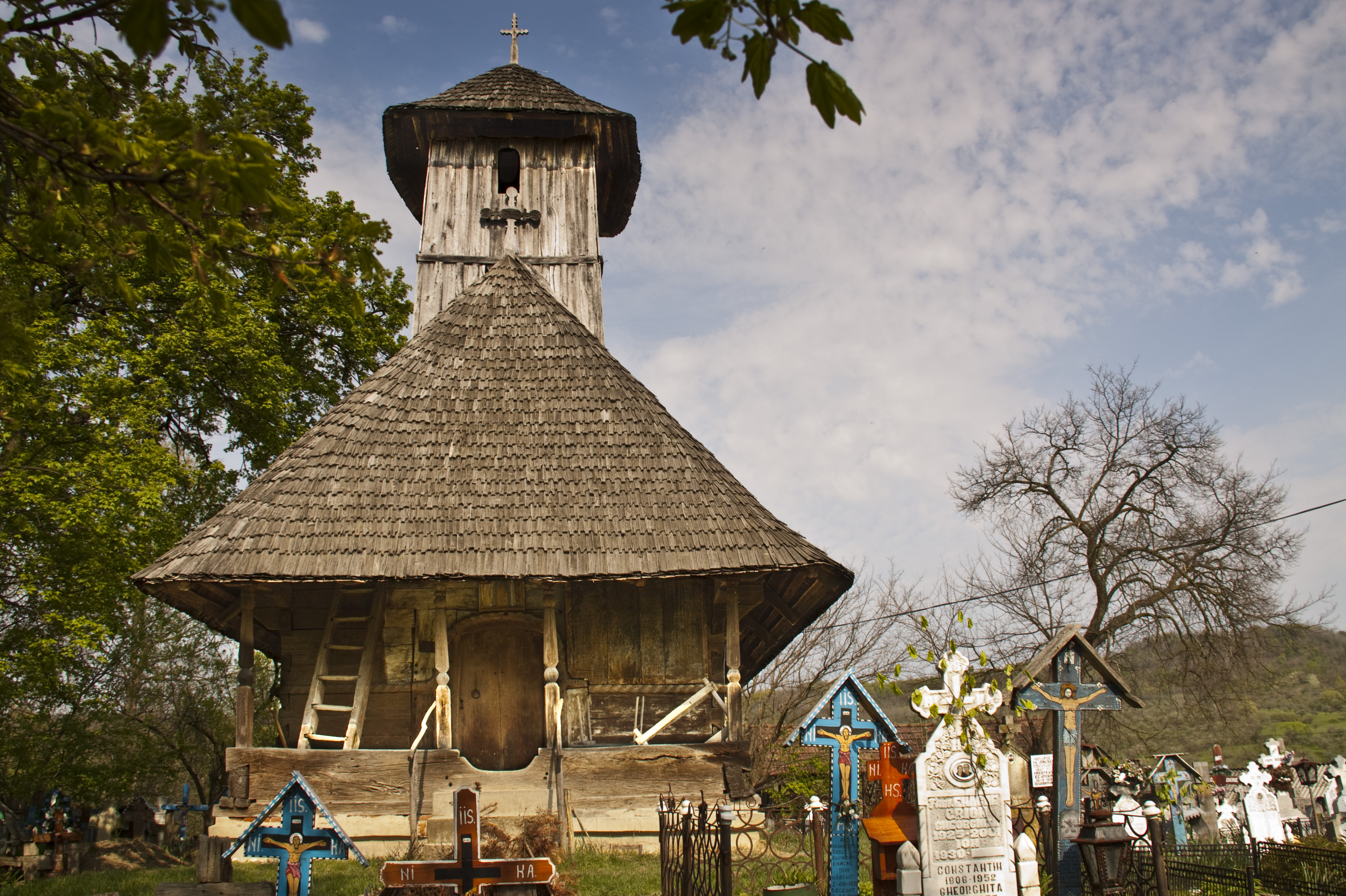
vest
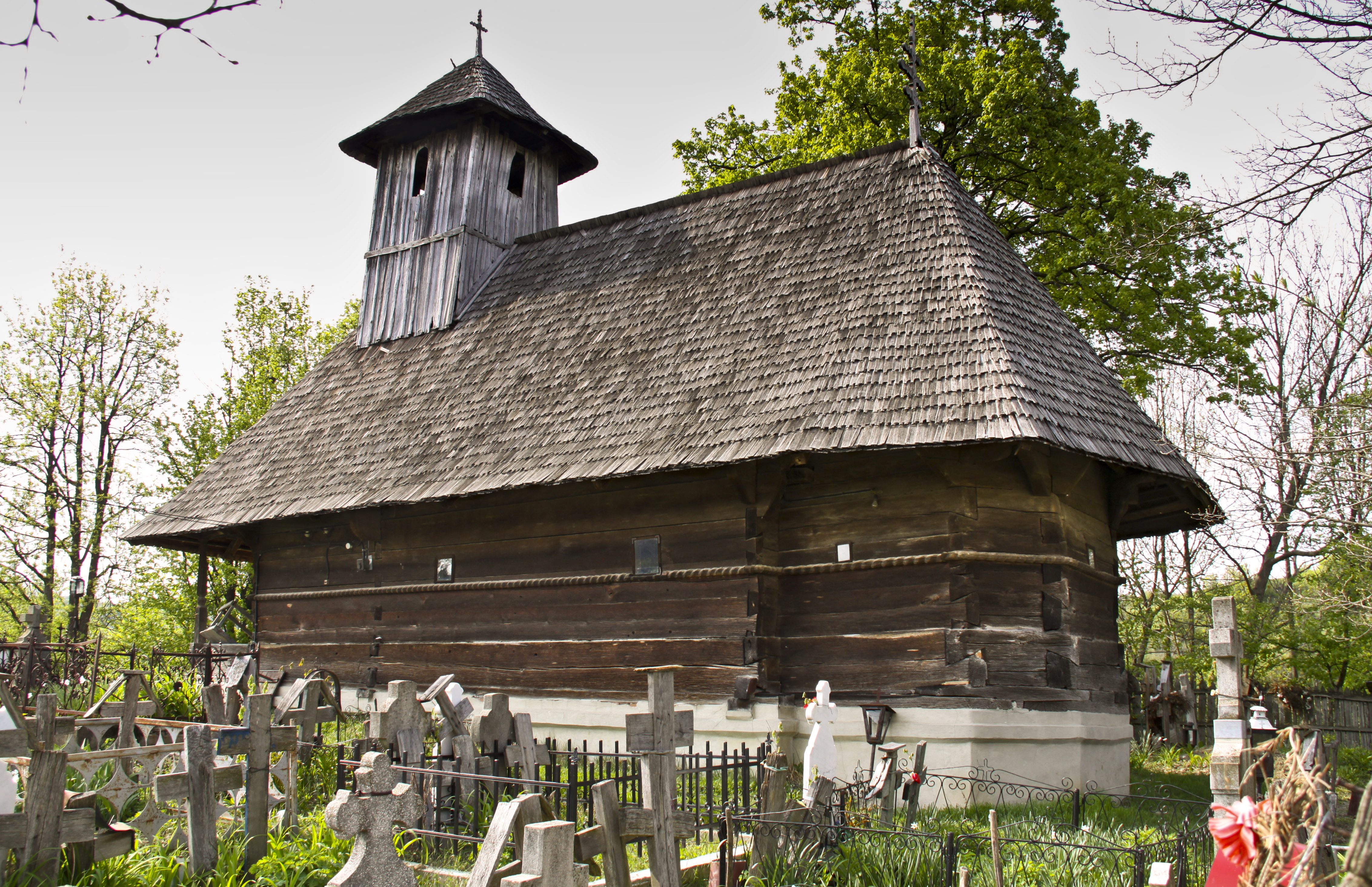
sud-est
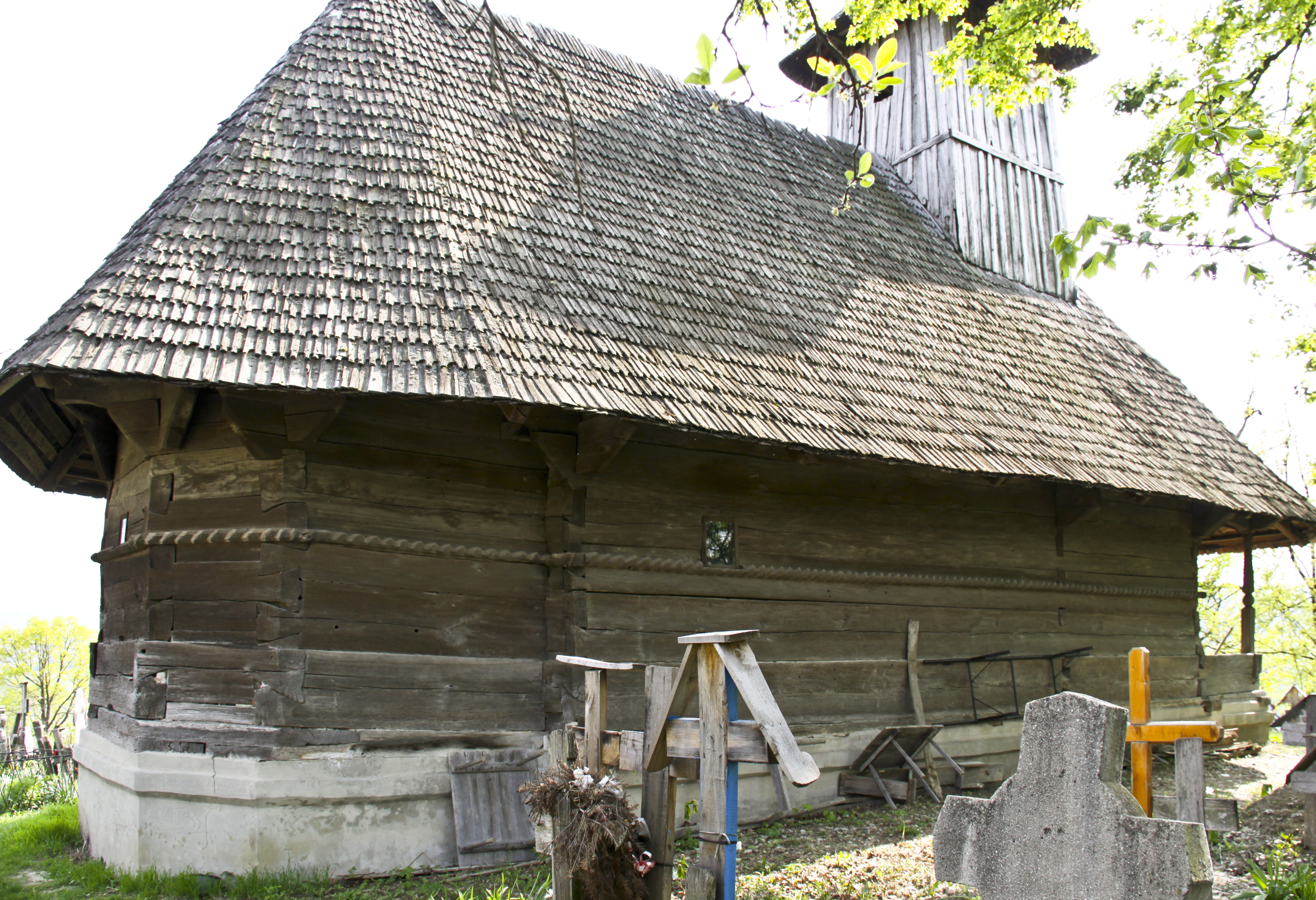
nord
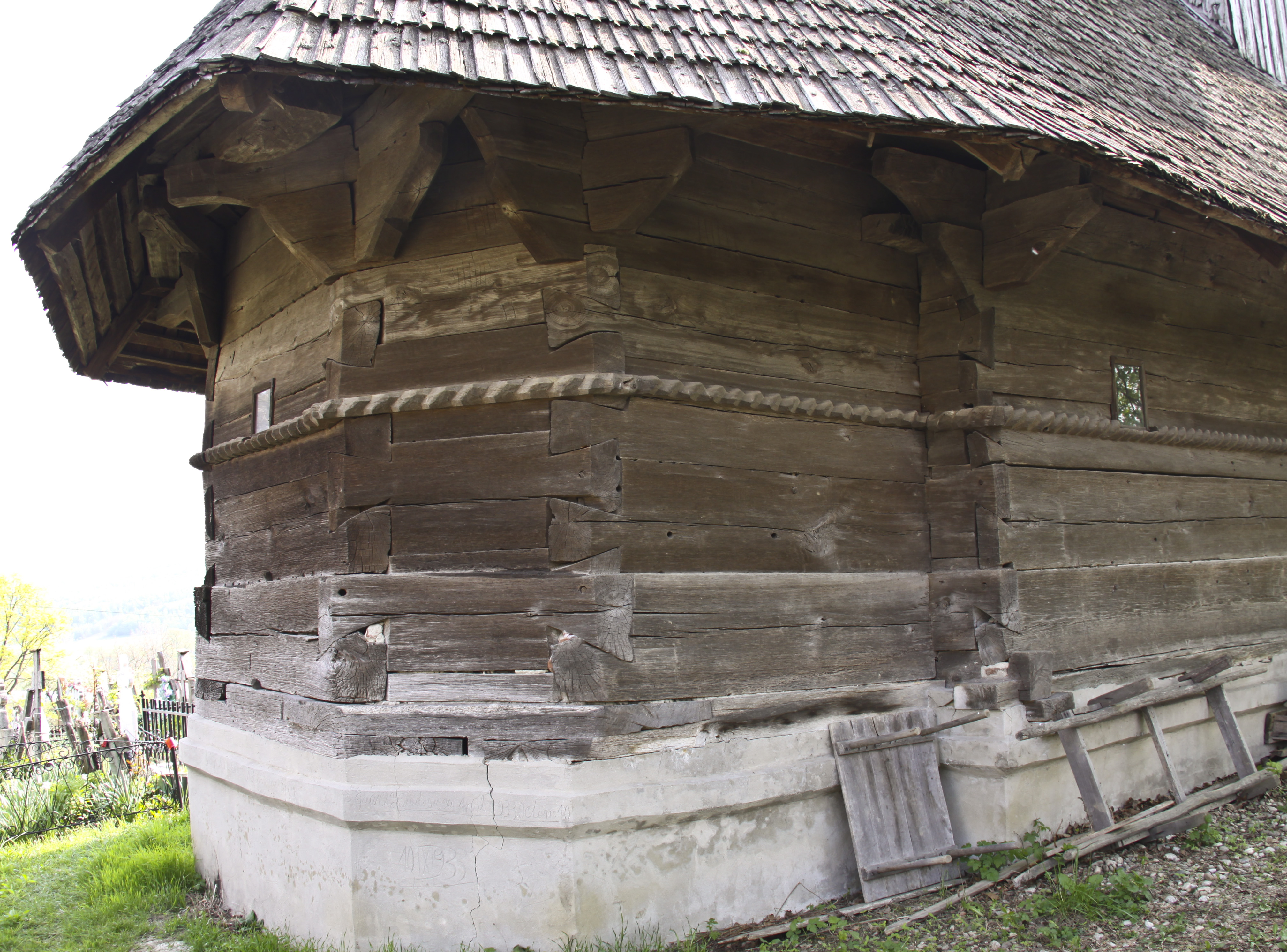
absida altarului
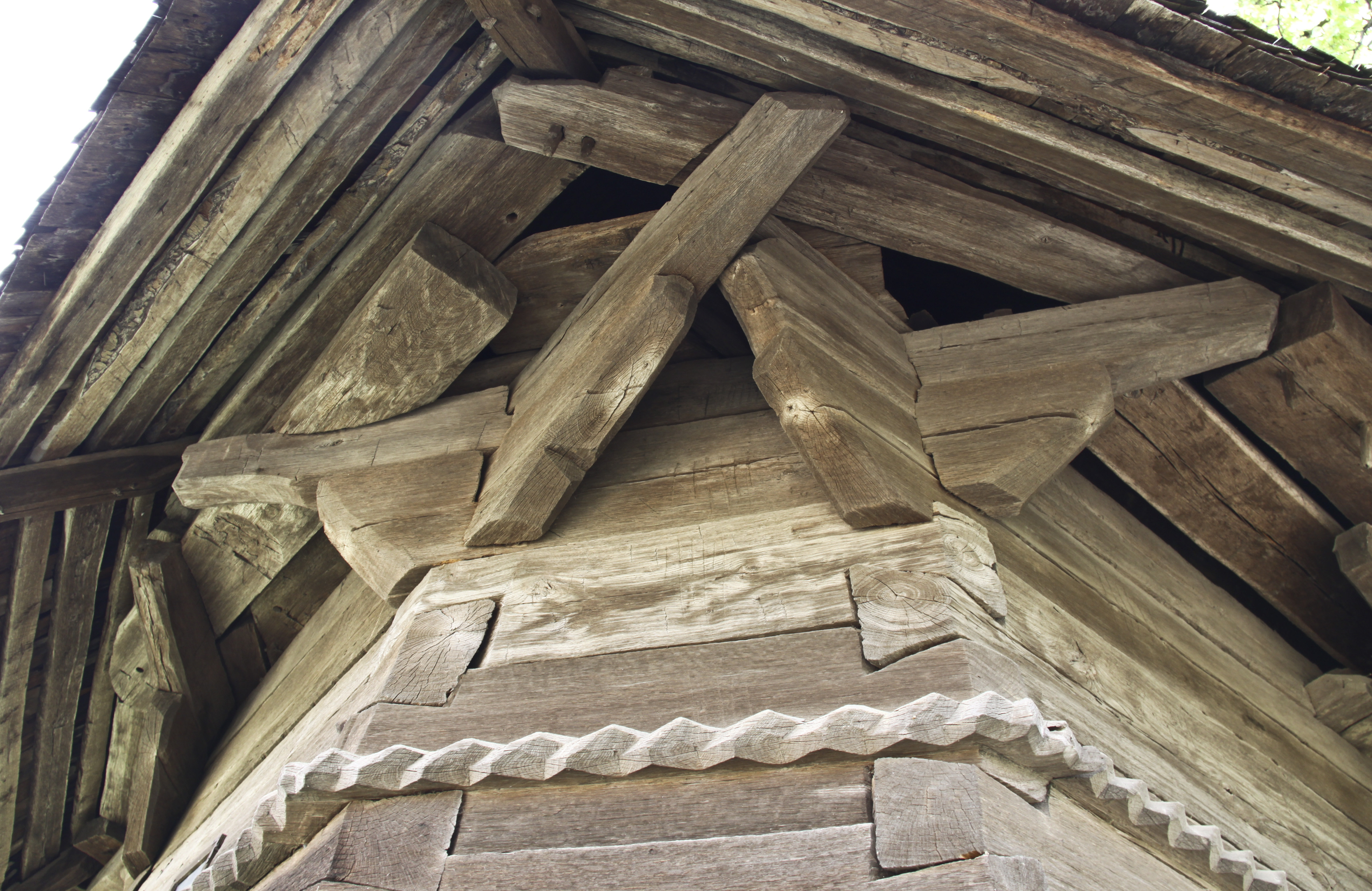
semne de mutare
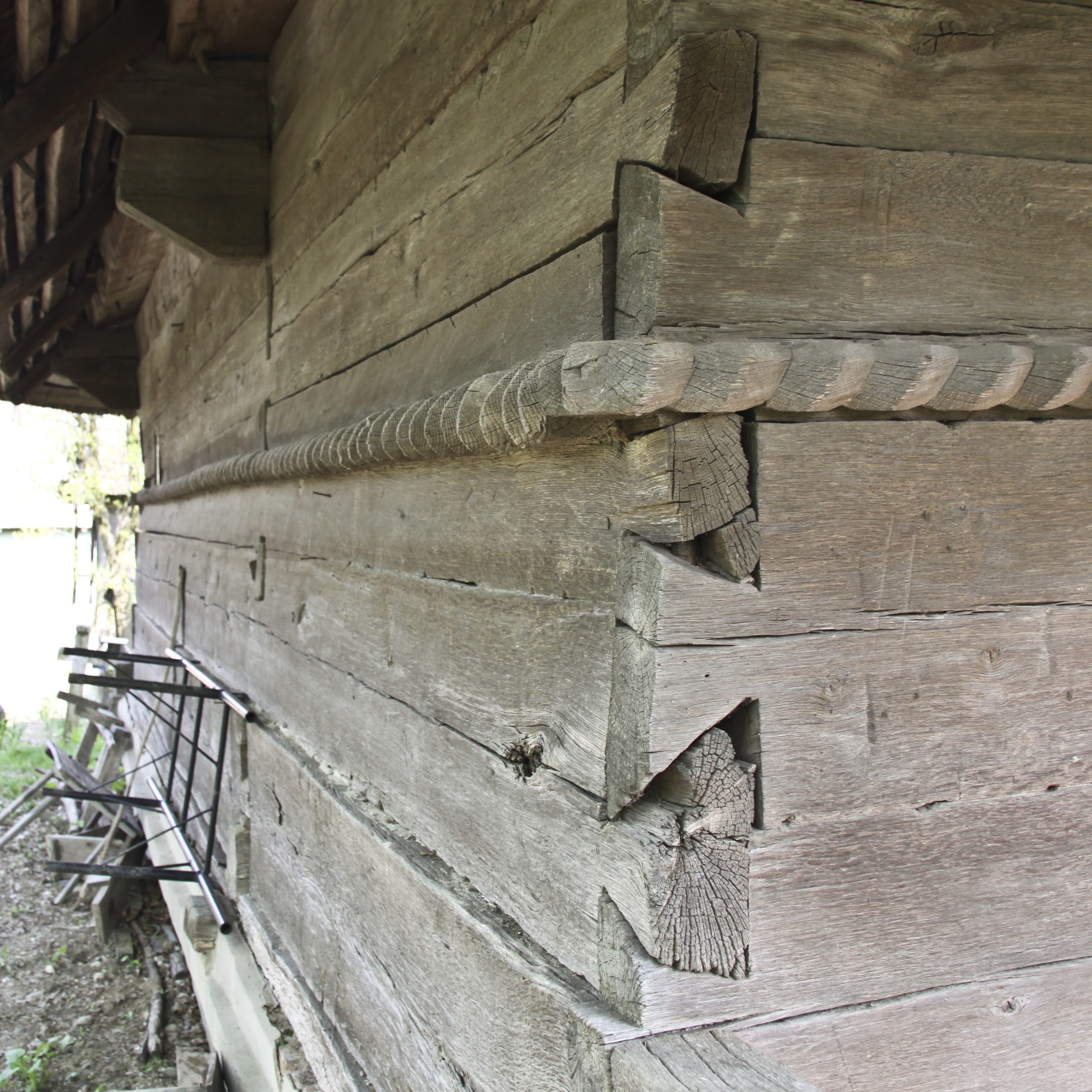
îmbinări
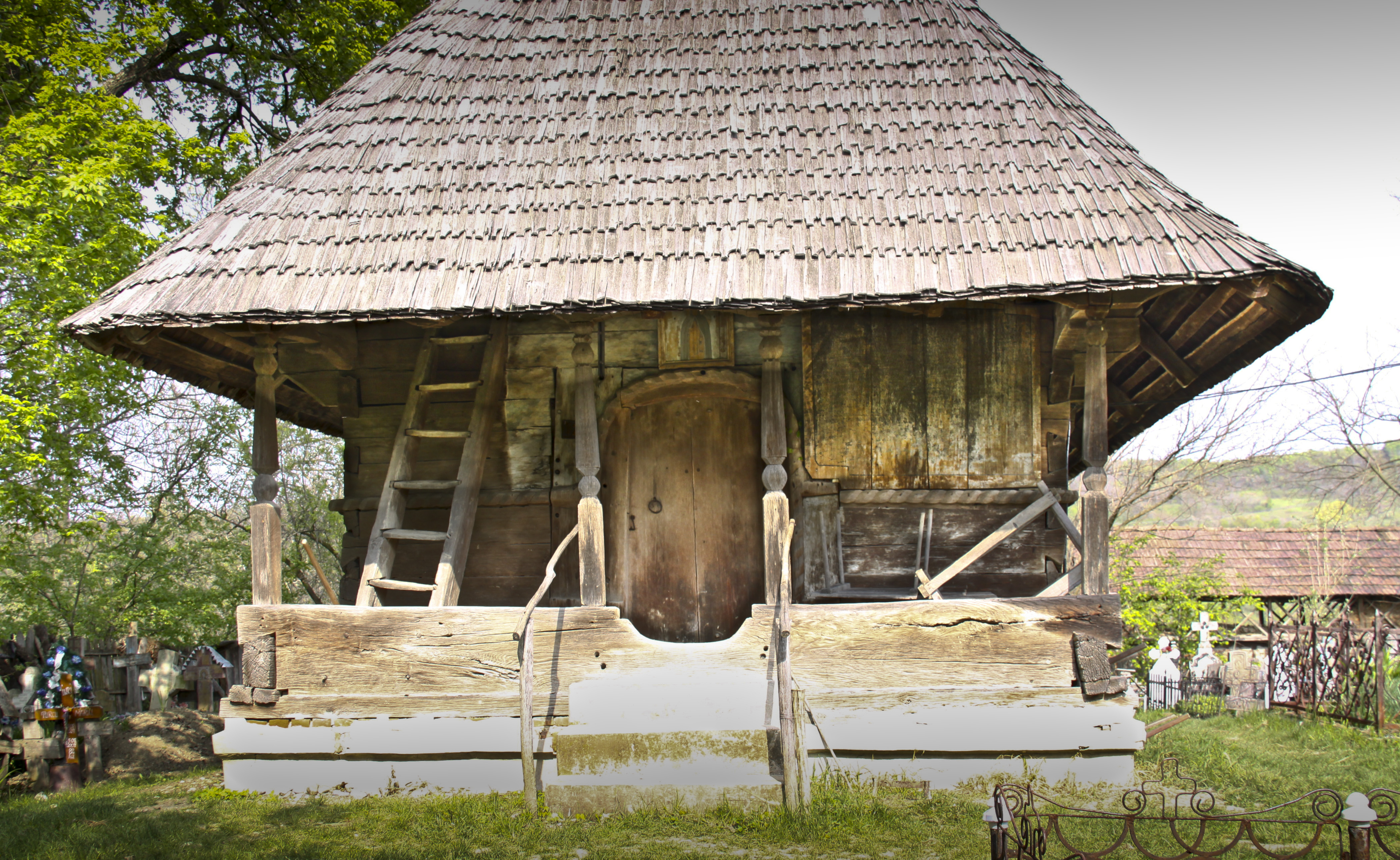
pridvor
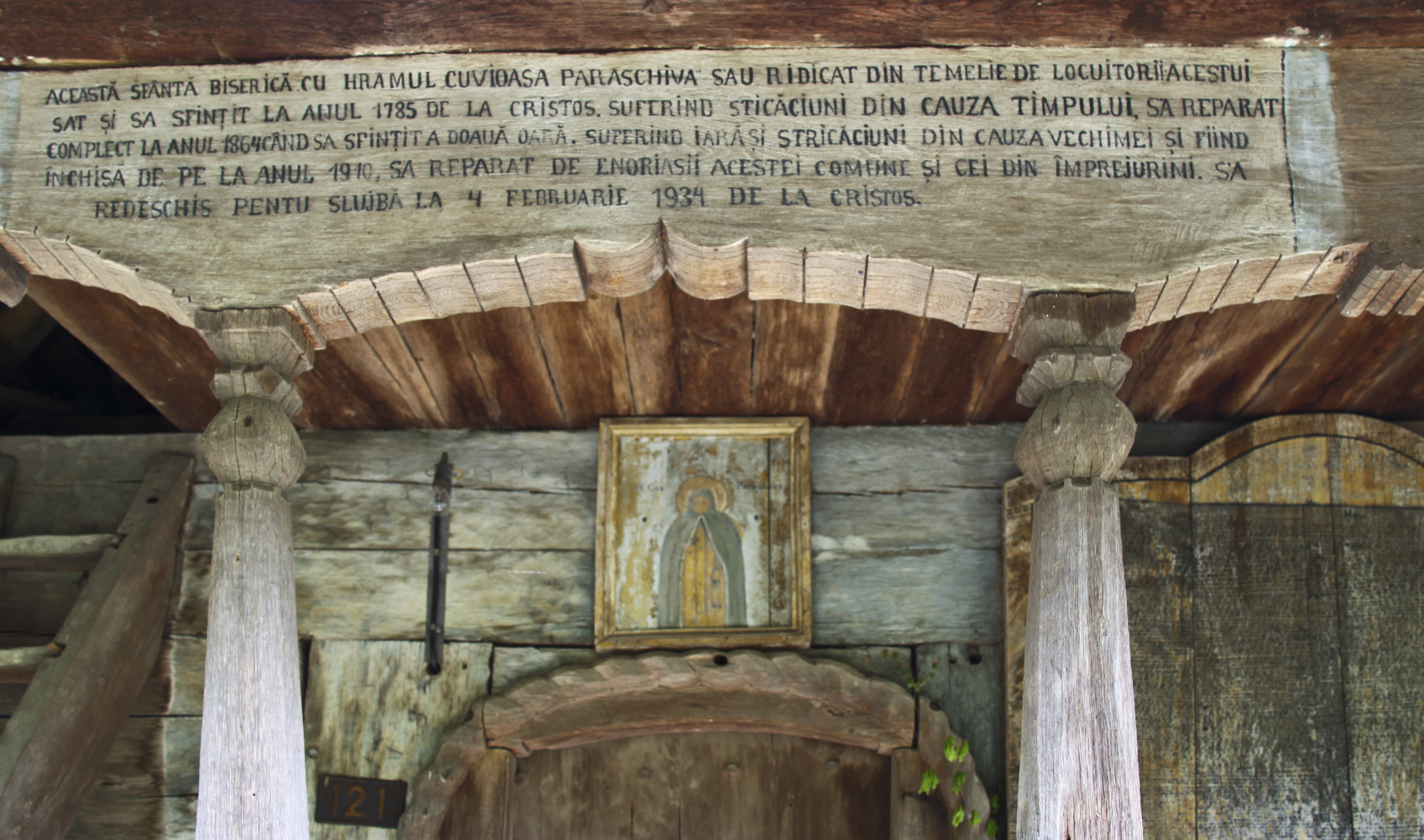
pisanie 1934
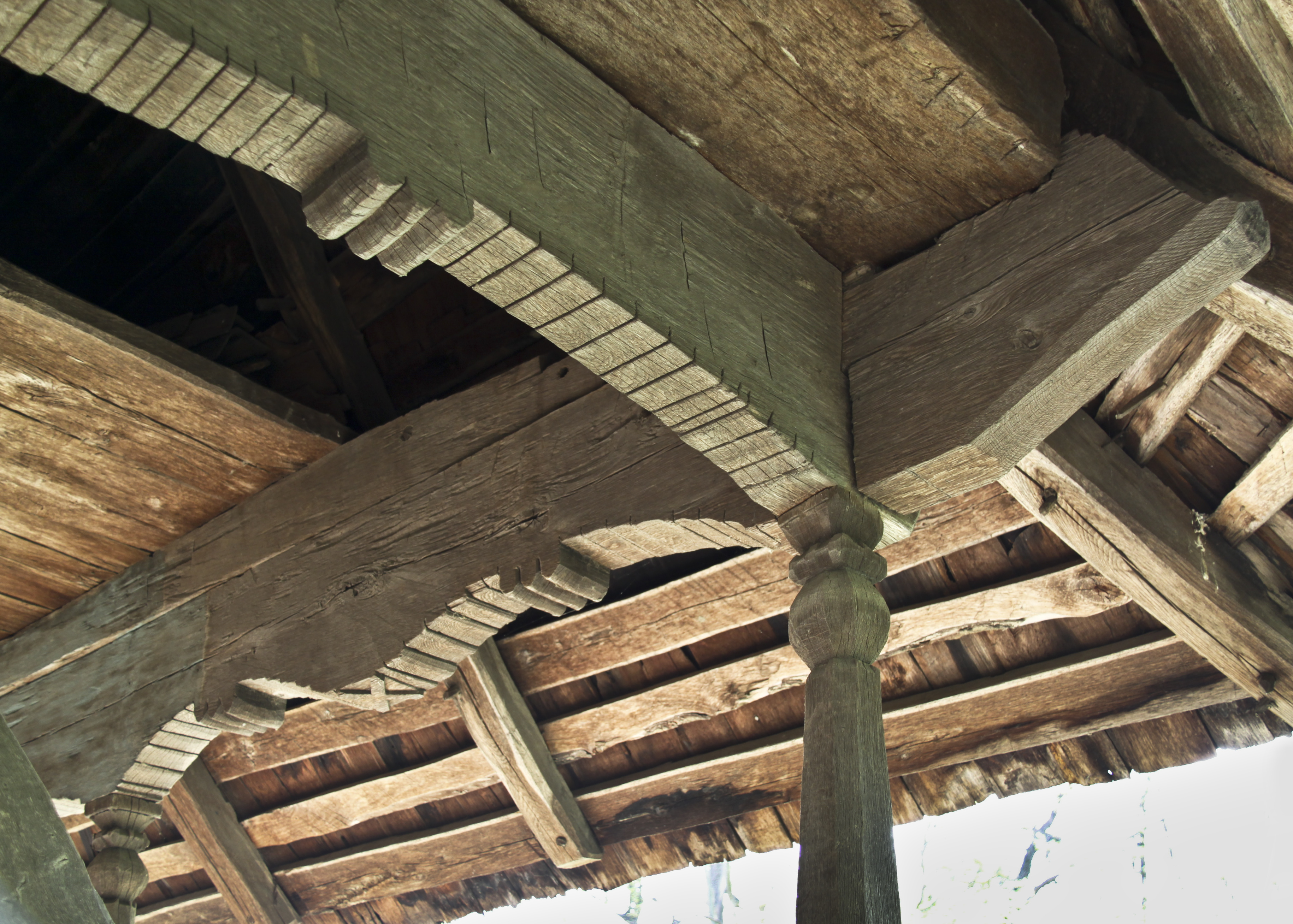
console pridvor
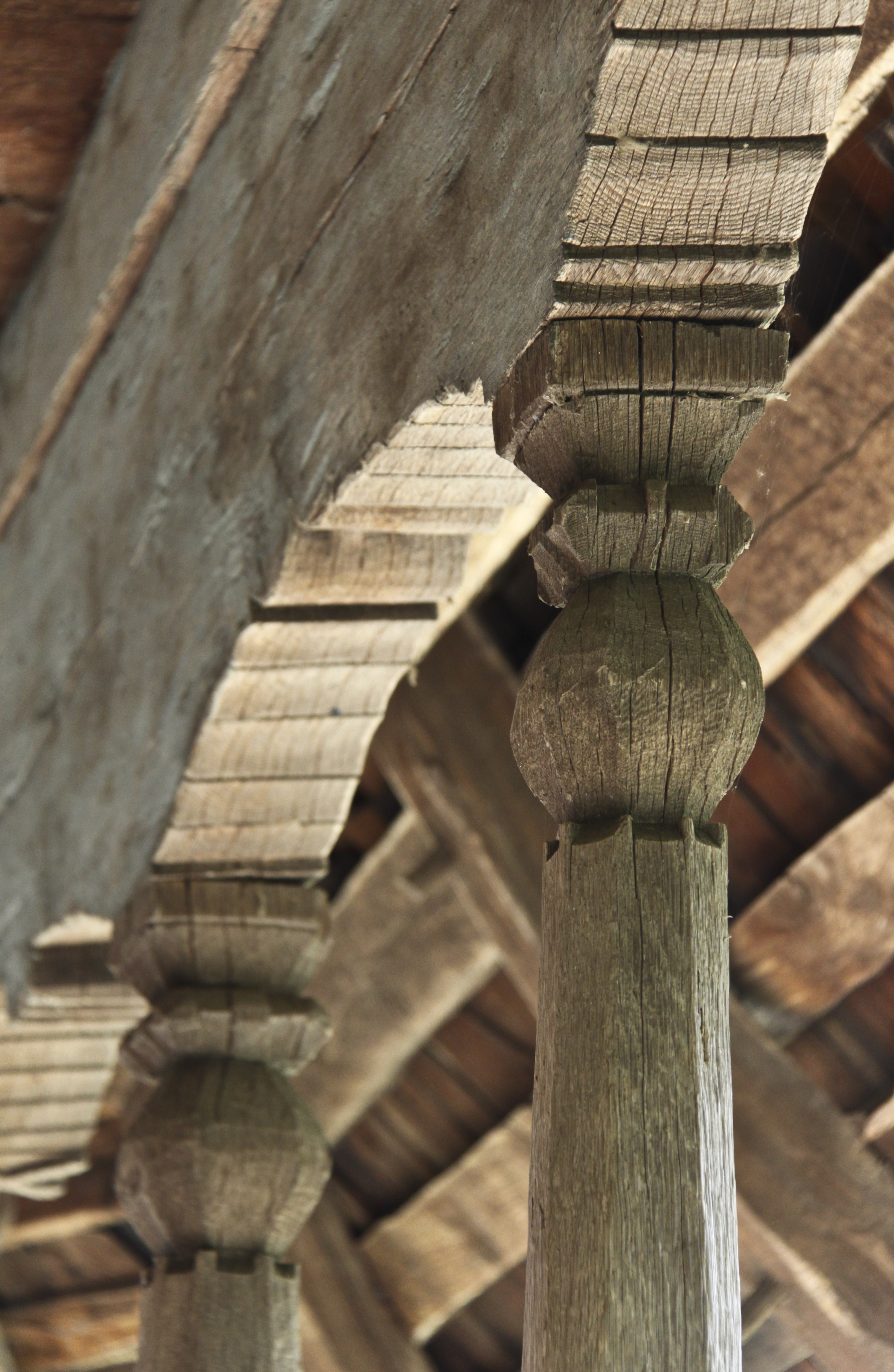
capitele stâlpi
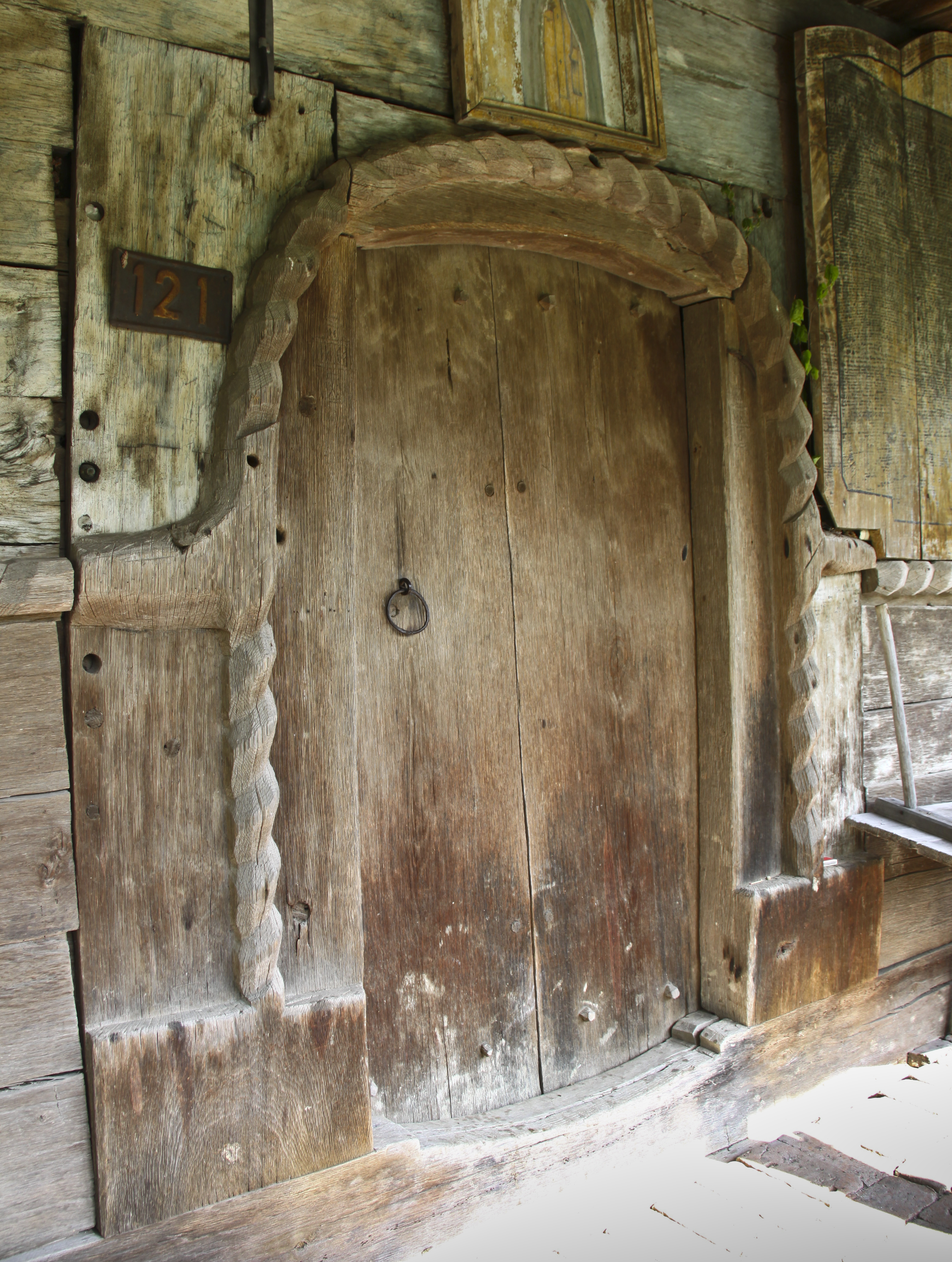
intrare
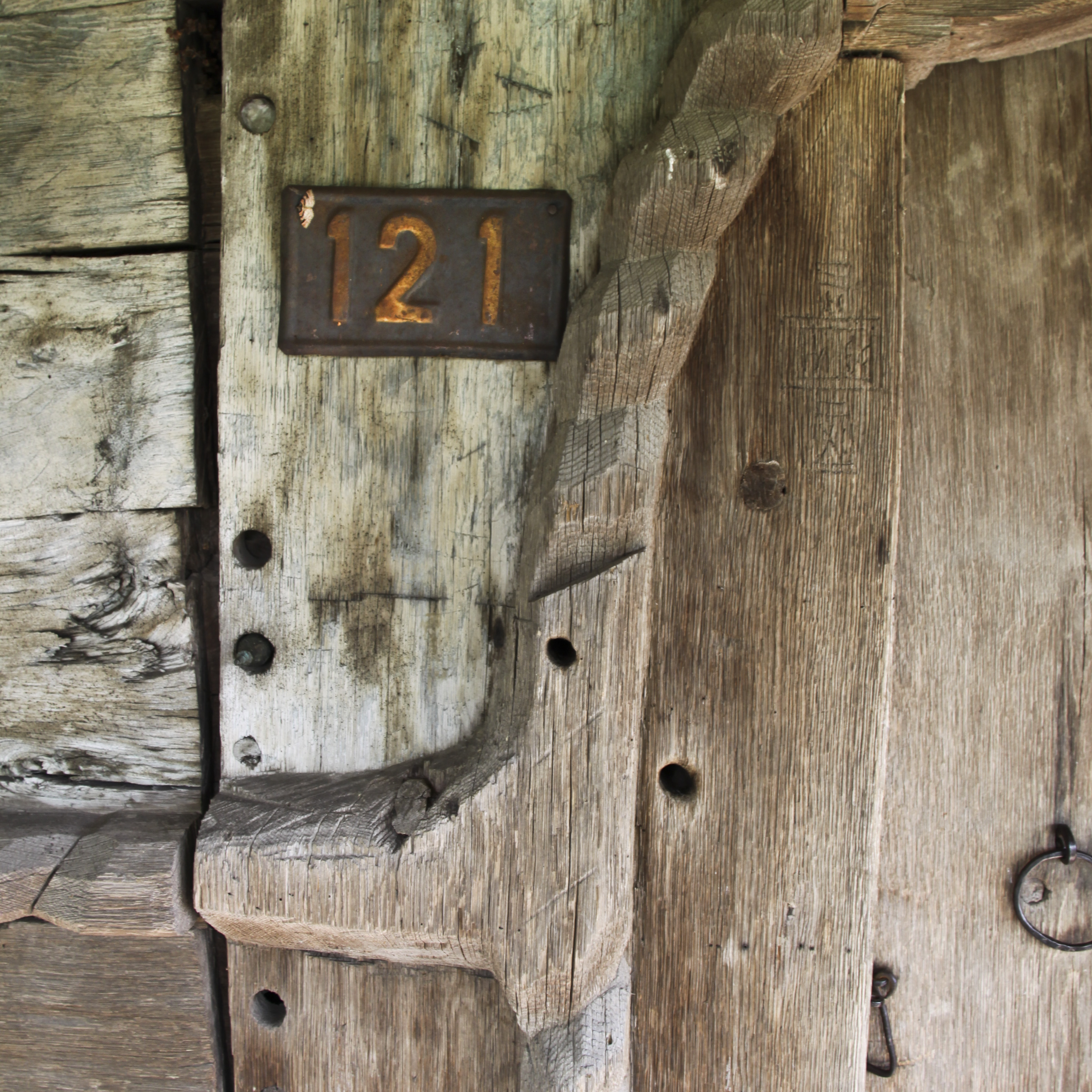
în stânga intrării
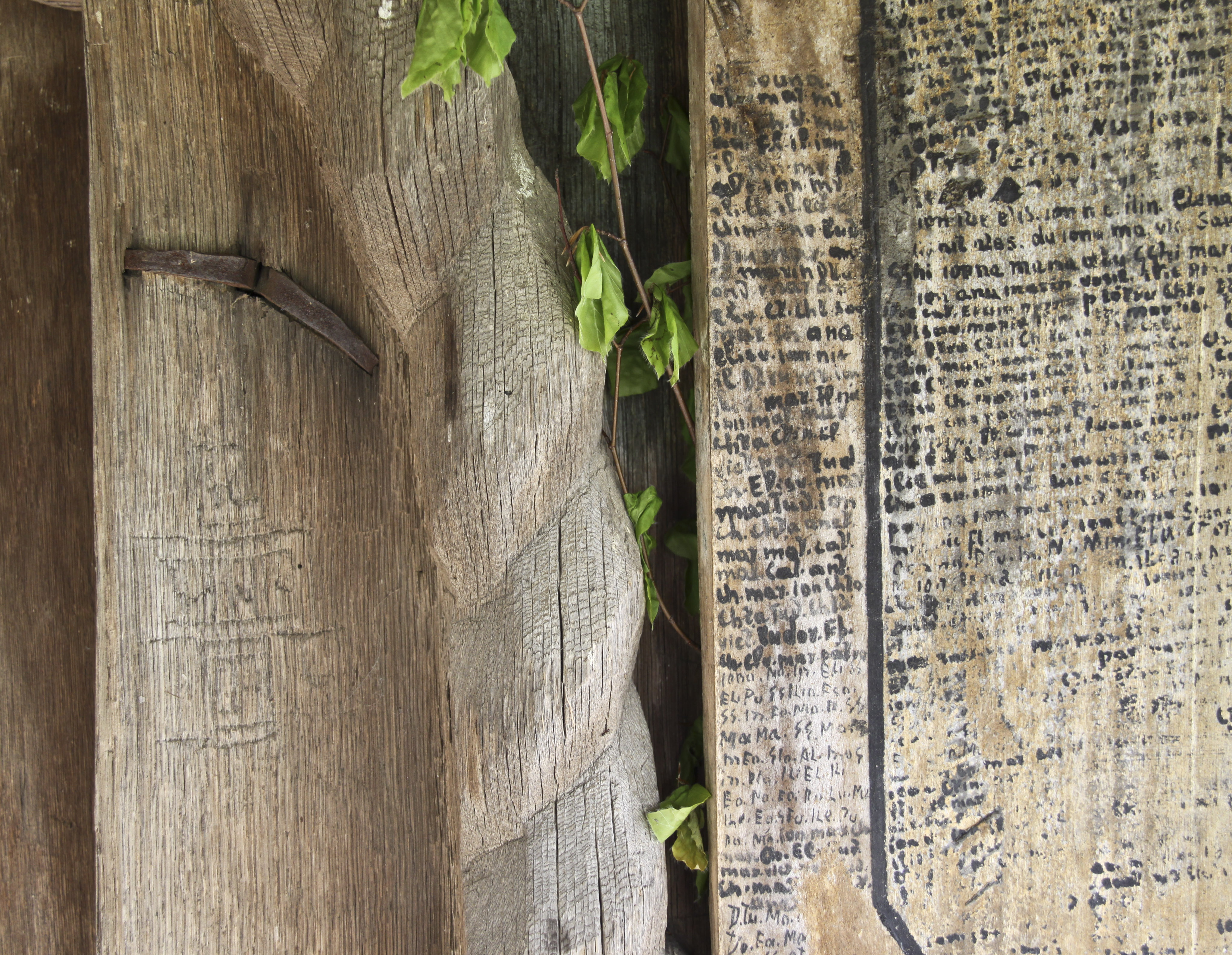
în dreapta intrării
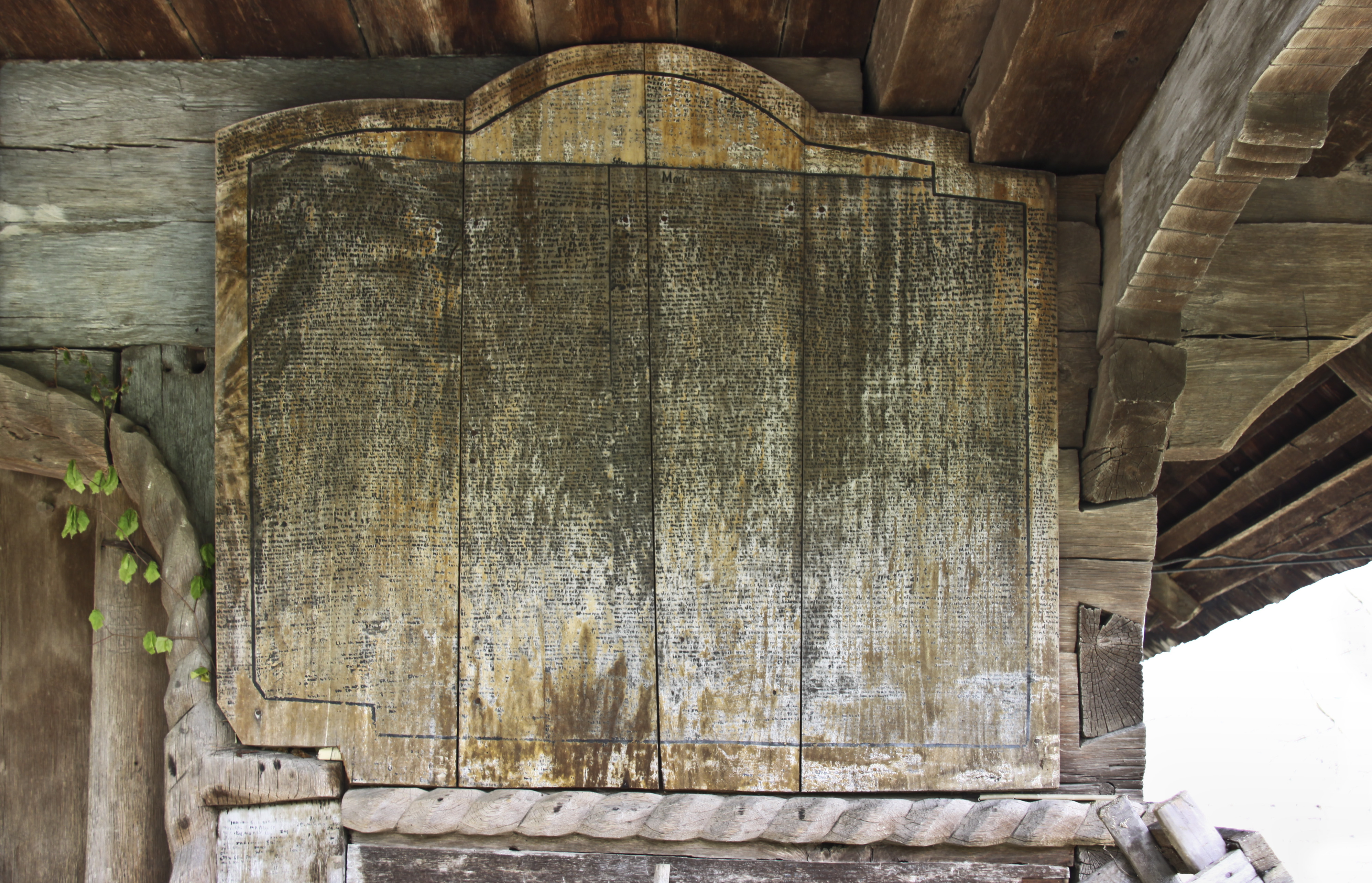
pomelnic 1934
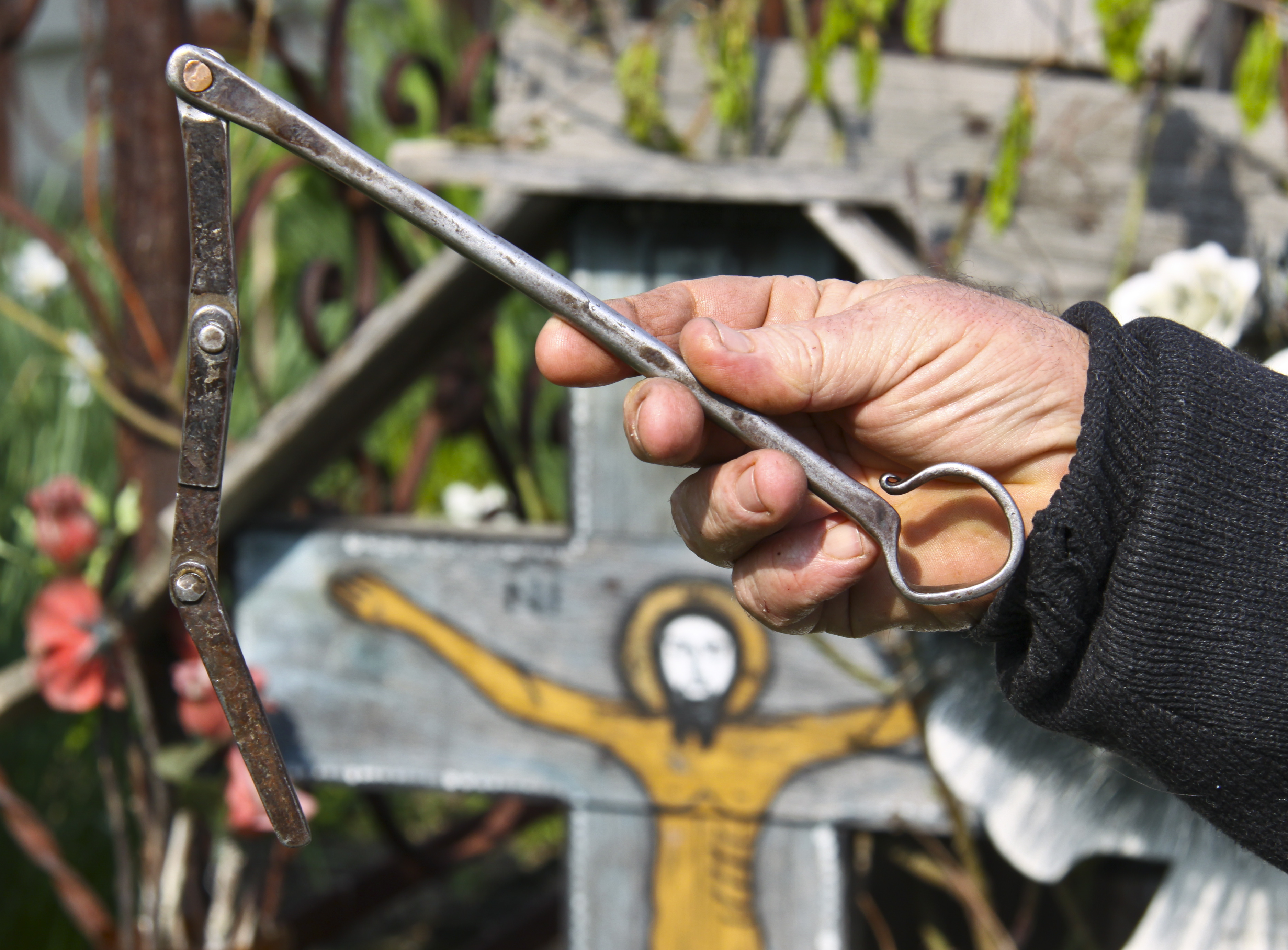
cheia
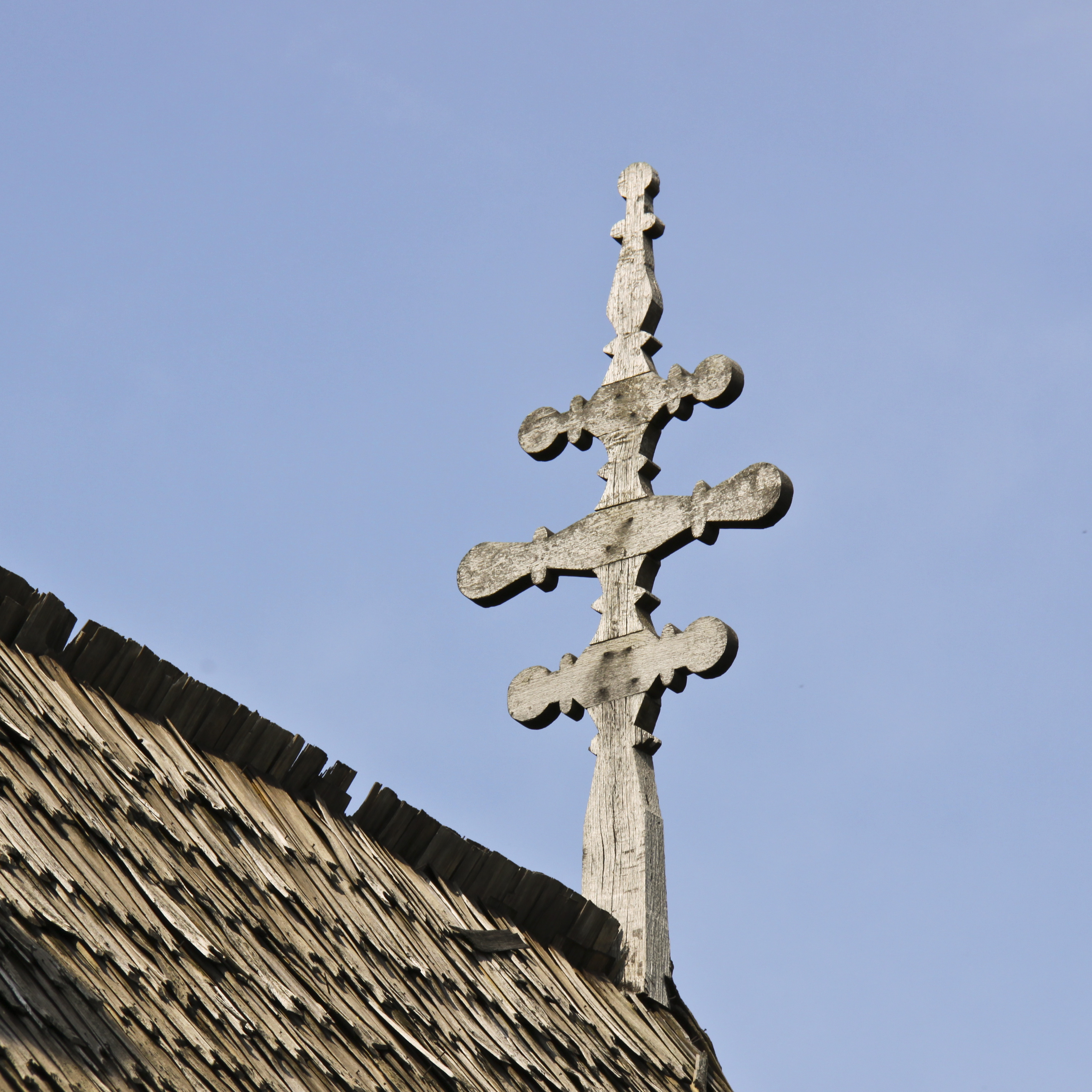
cruce de coamă

## Imagini interioare

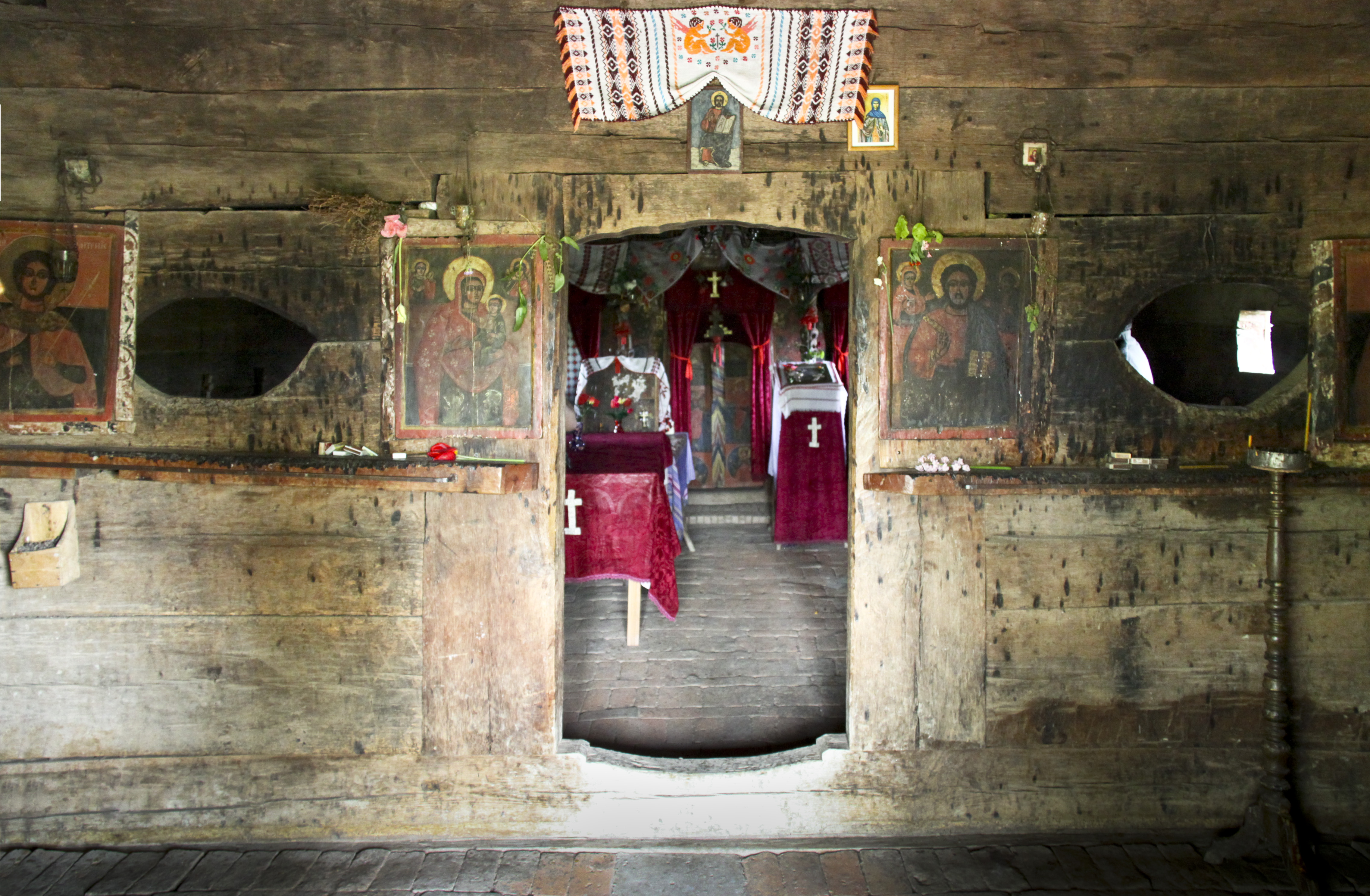
peretele spre naos
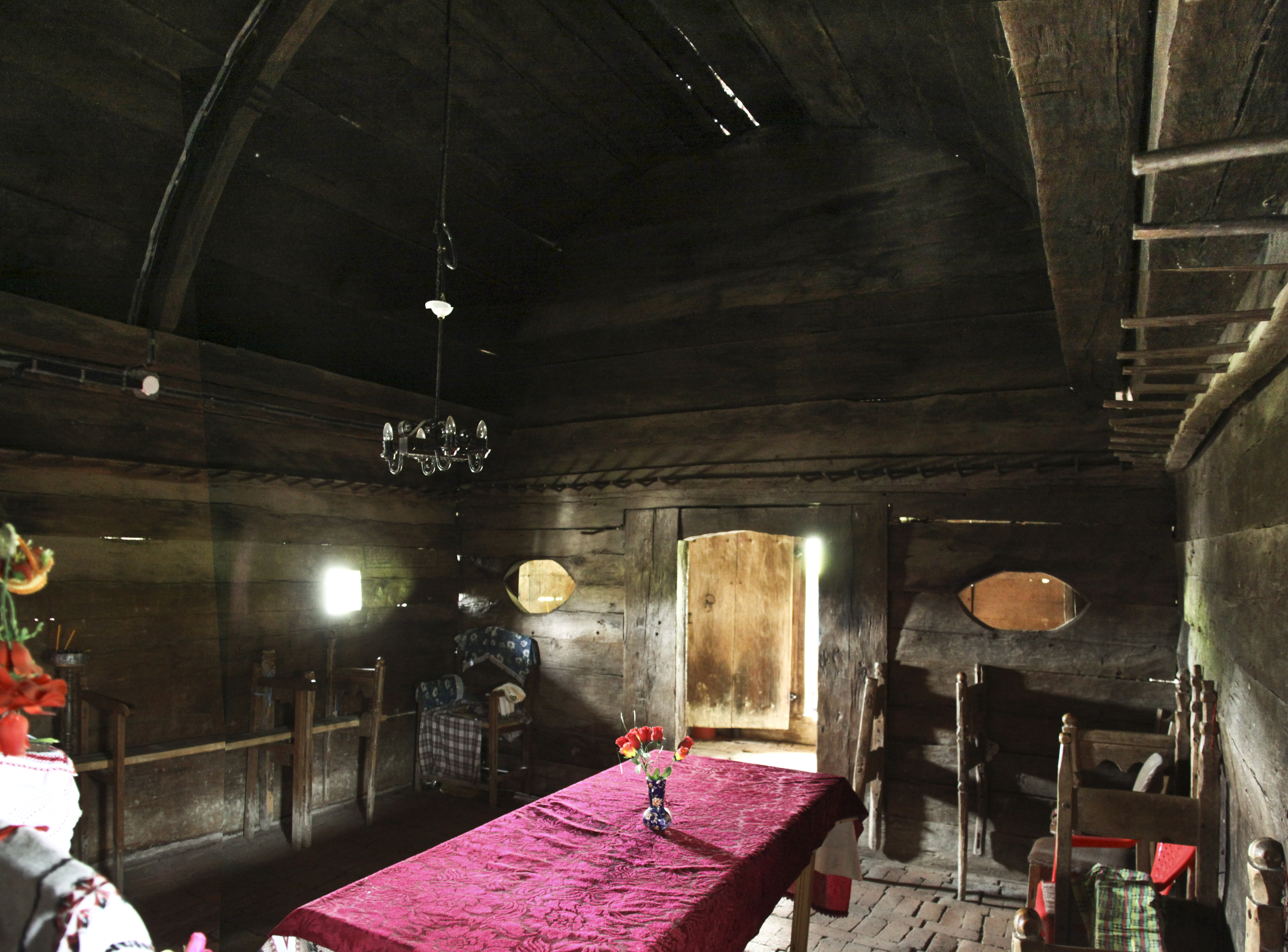
naos, vest
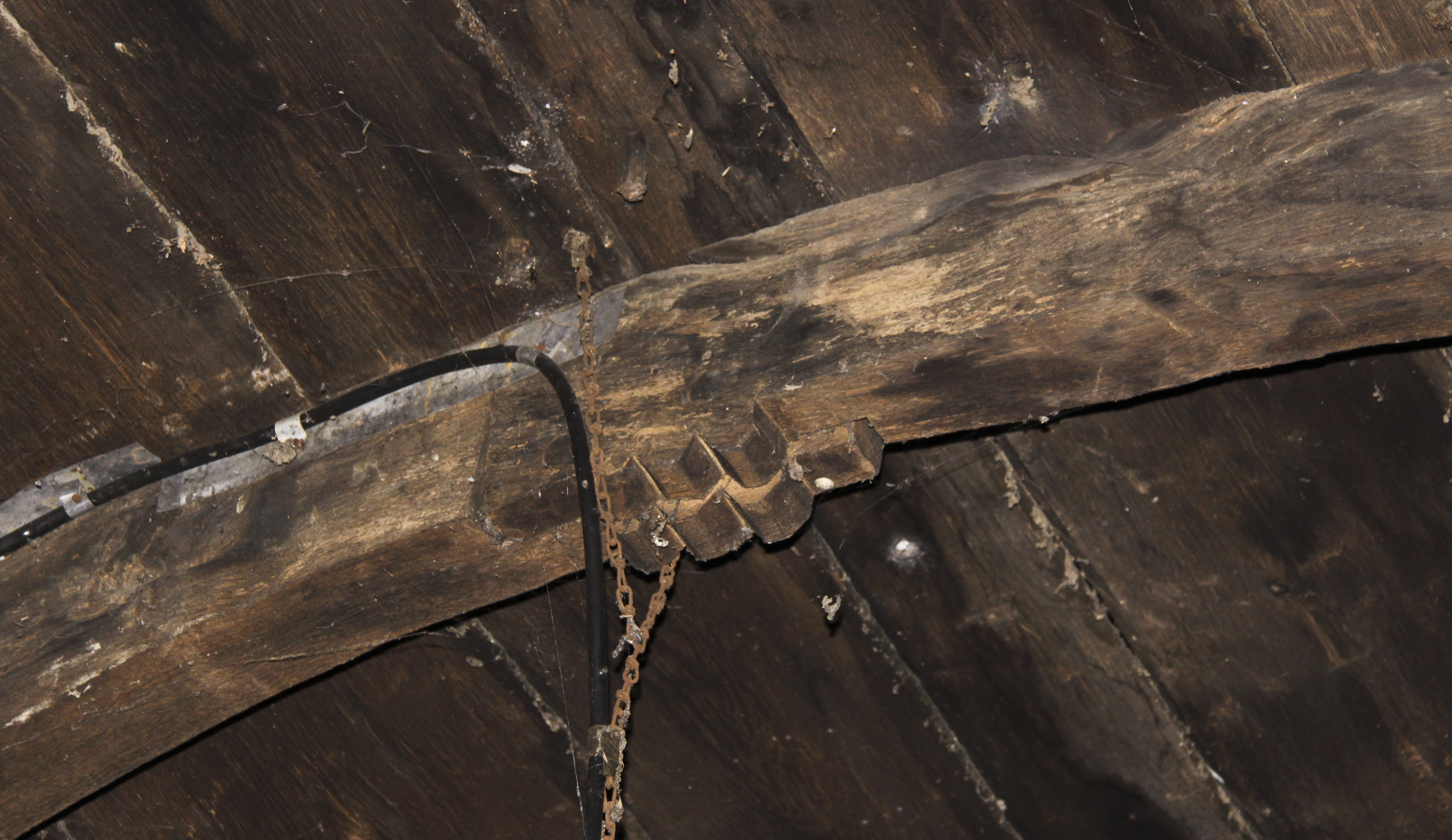
grindă sub boltă
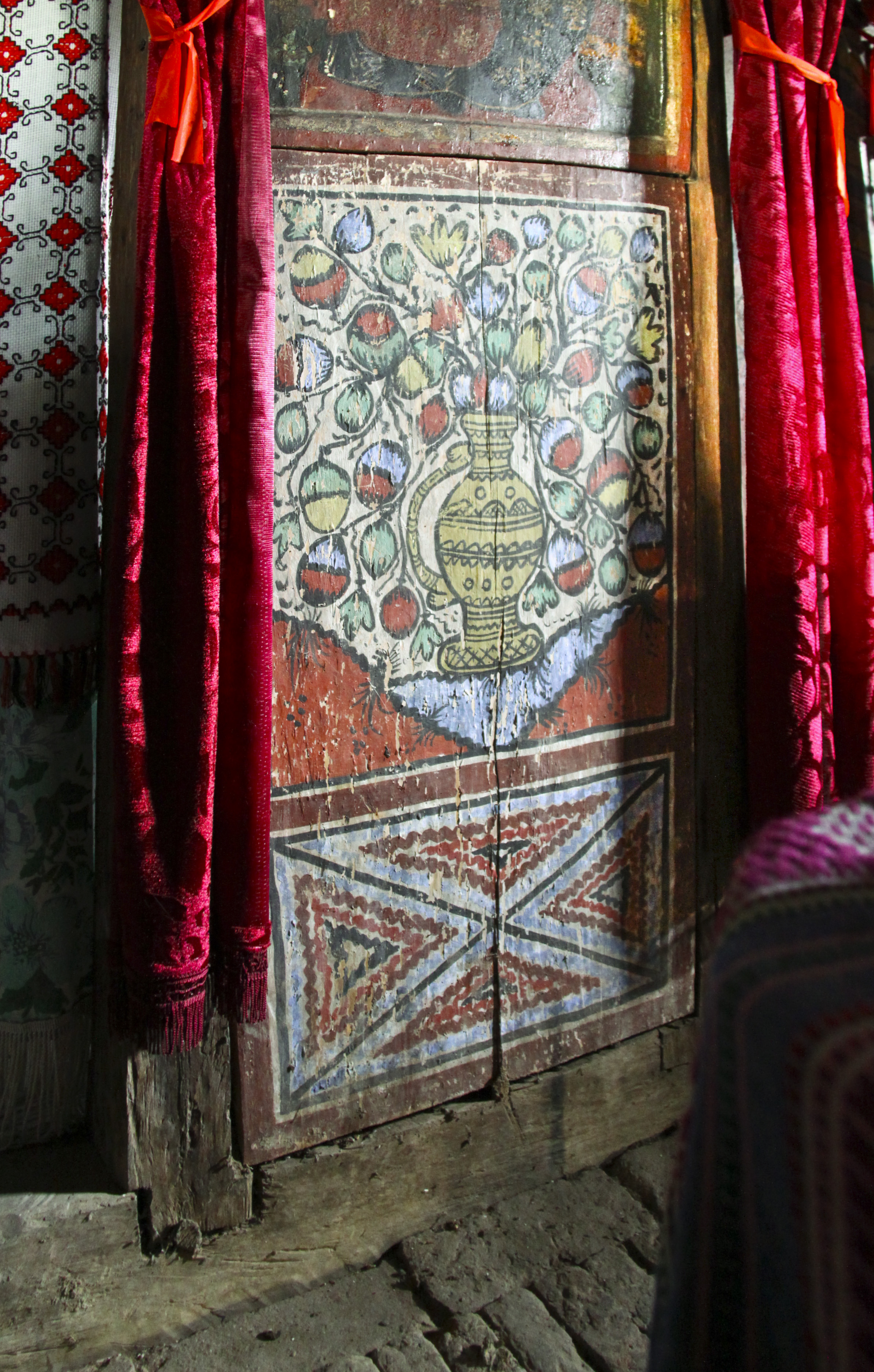
poală de icoană
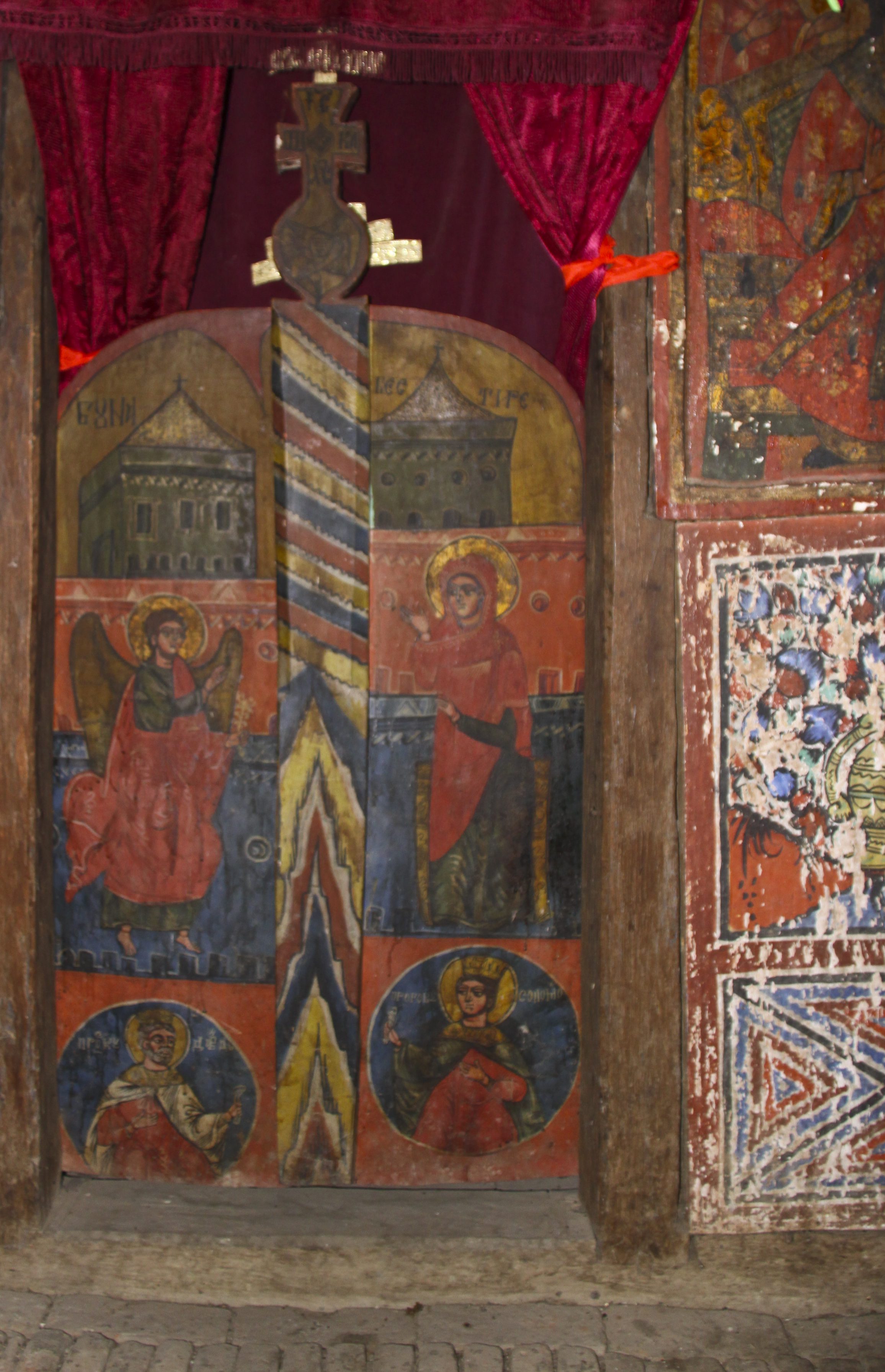
ușile împărătești
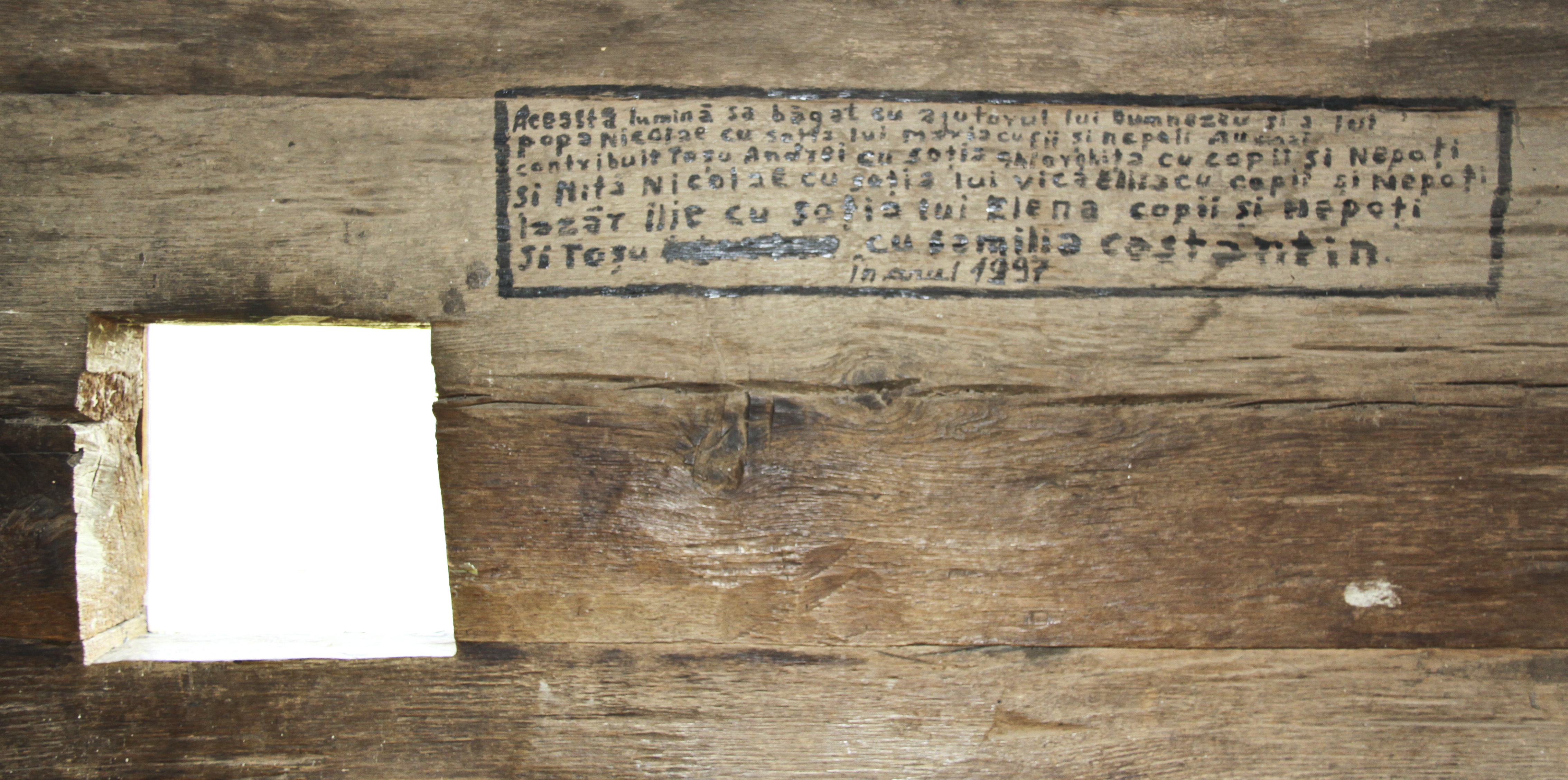
pisanie electrificare 1997
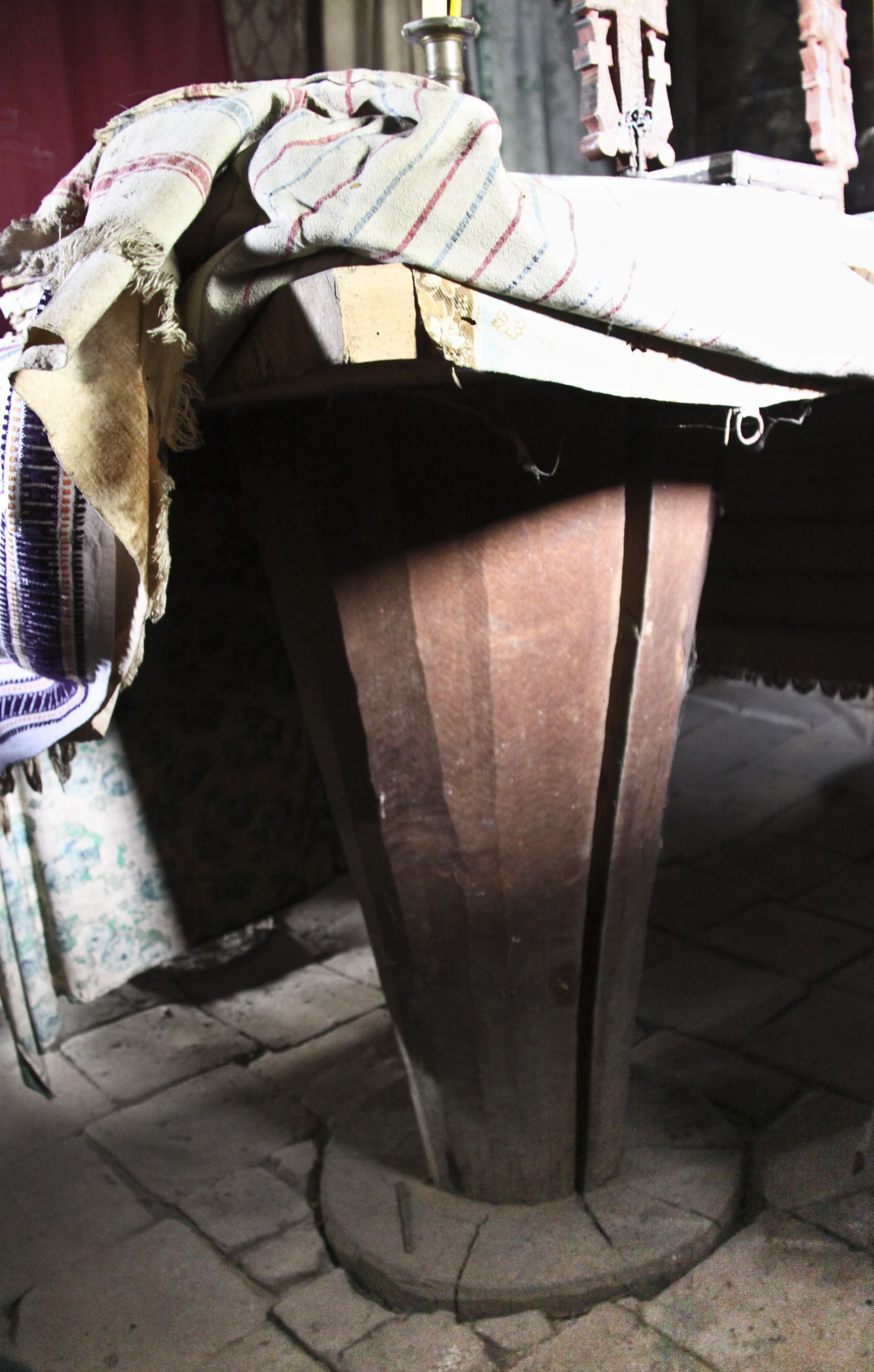
piciorul mesei de altar
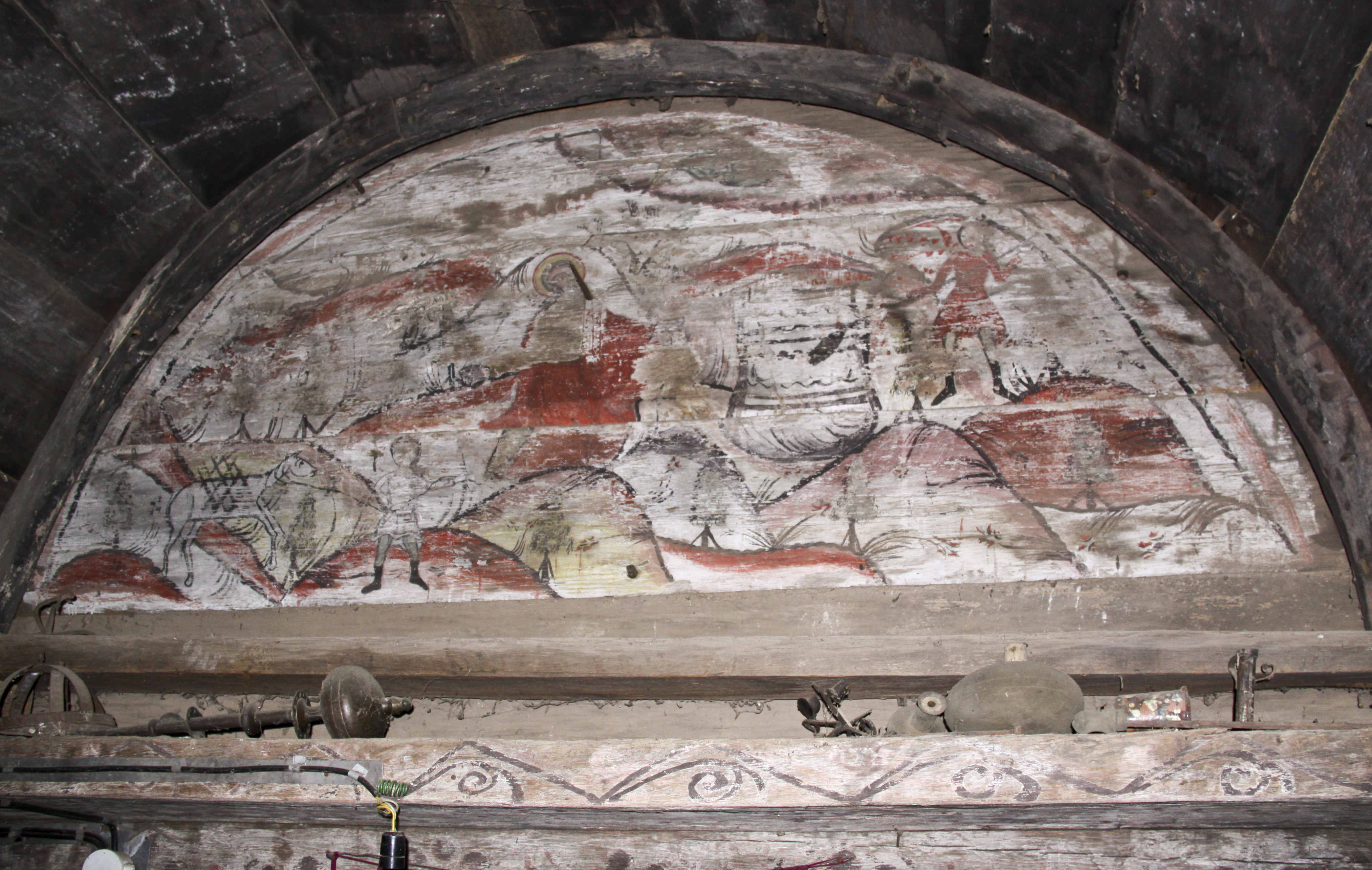
dosul tâmplei
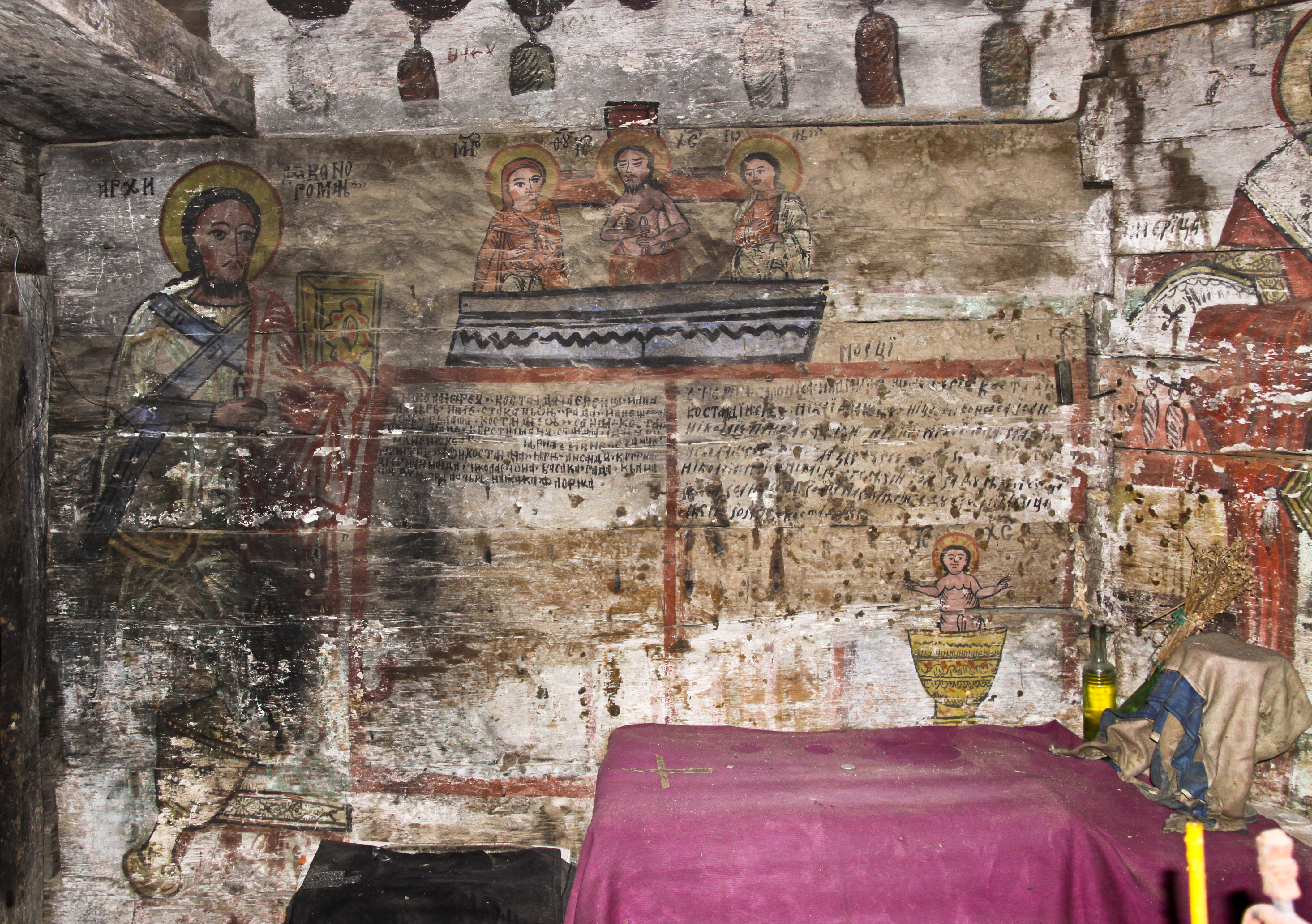
proscomidia, altar
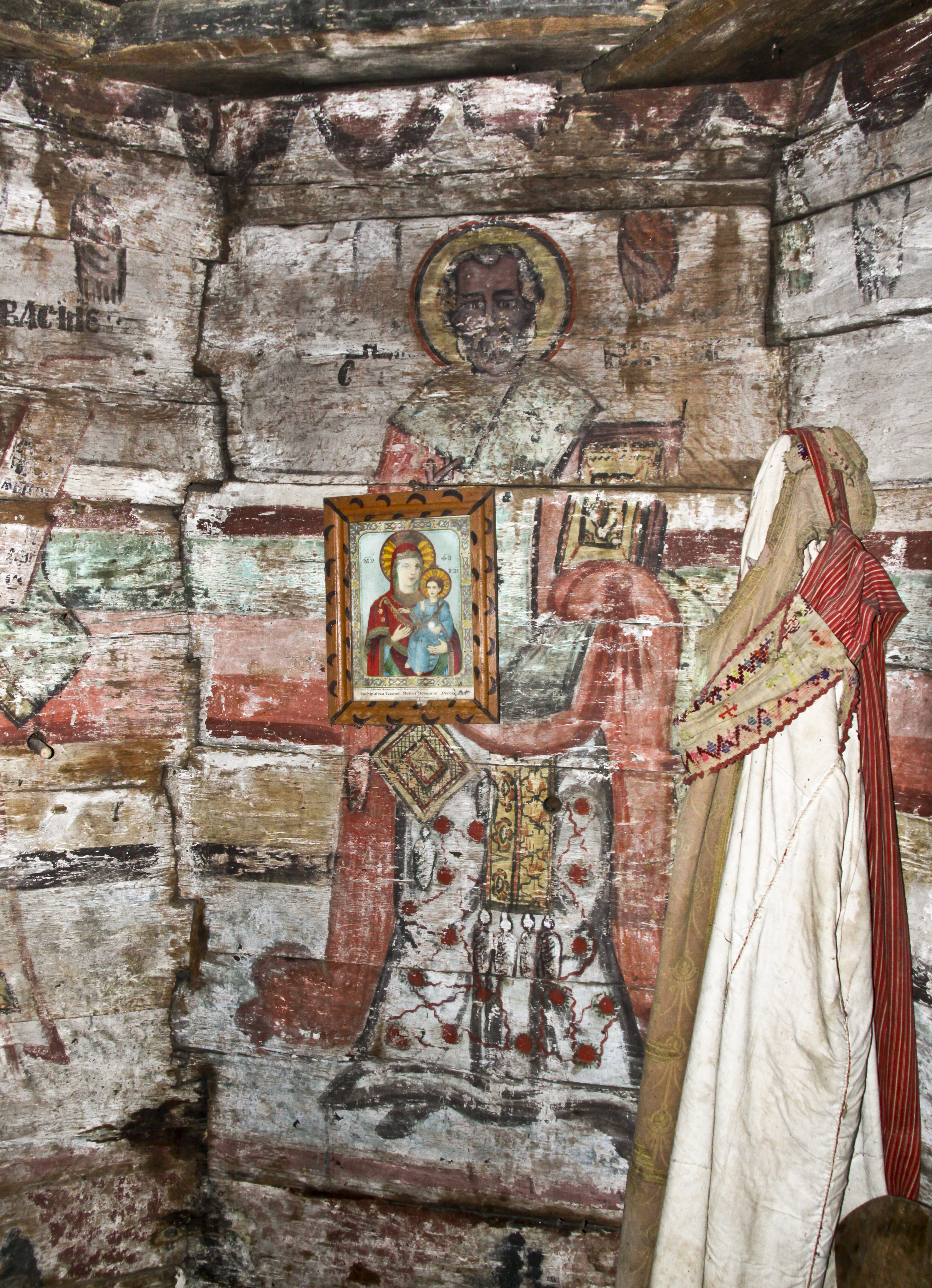
Sfântul Nicolae, altar
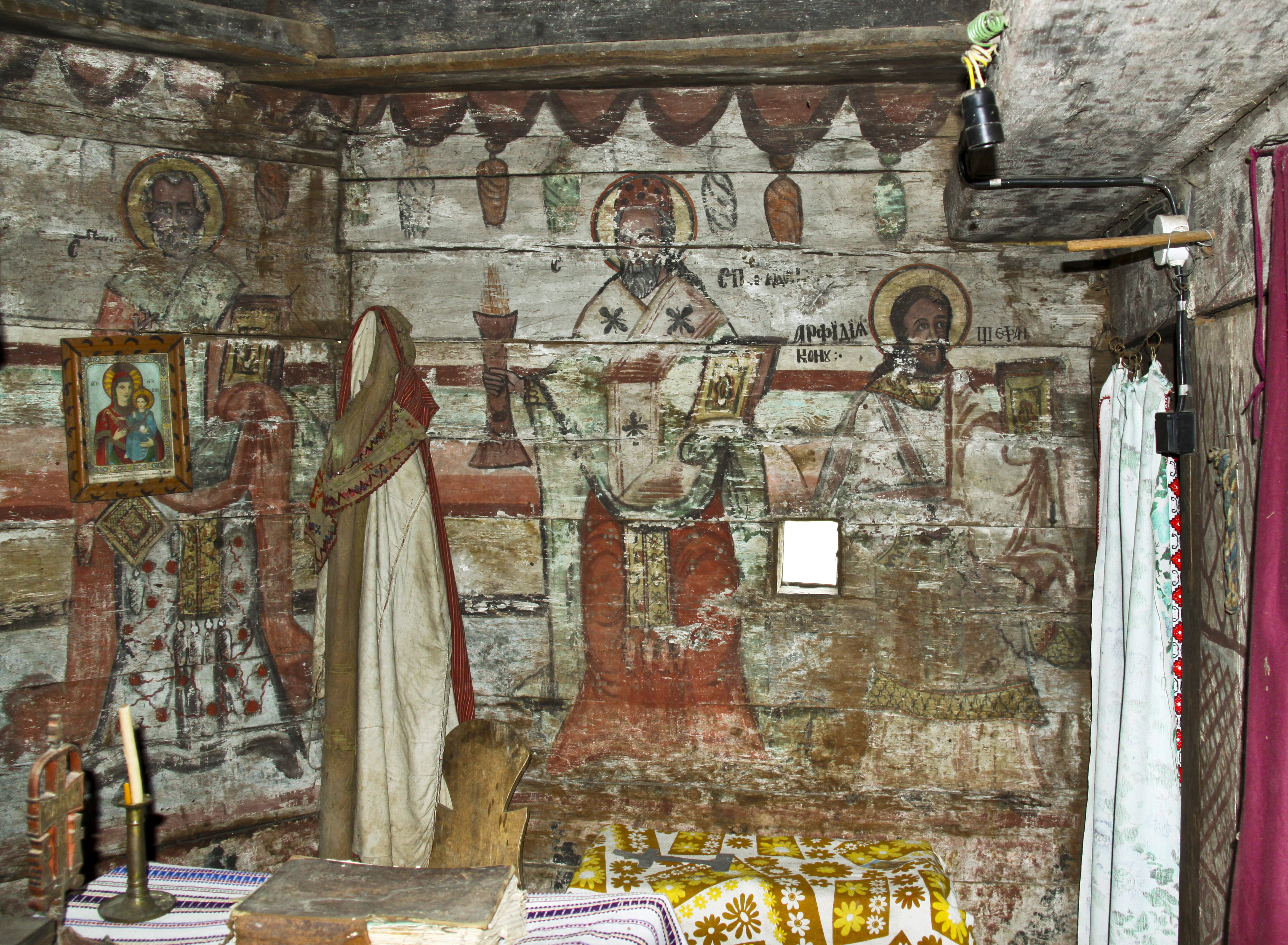
altar, pictură murală